# Episodi di Grand Hotel - Intrighi e passioni (terza stagione)
La terza stagione del serial televisivo spagnolo Grand Hotel - Intrighi e passioni (Gran Hotel), composta da 22 puntate da 80 minuti ciascuna, è stata trasmessa in Spagna su Antena 3 dal 22 gennaio al 25 giugno 2013 (compreso uno speciale intitolato La última noche en Gran Hotel, andato in onda dopo l'ultima puntata).
In Italia la stagione è andata in onda su Canale 5 dall'8 agosto 2021 al 26 agosto 2022 con due puntate a settimana: le prime otto puntate della stagione sono andate in onda dall'8 agosto al 5 settembre 2021, per poi riprendere la programmazione con le rimanenti quattordici puntate dal 22 luglio al 26 agosto 2022.
| Nº       | Titolo originale              | Prima TV Spagna  | Titolo italiano                          | Prima TV Italia  |
| -------- | ----------------------------- | ---------------- | ---------------------------------------- | ---------------- |
| 1        | Baile de máscaras             | 22 gennaio 2013  | Il ballo in maschera                     | 8 agosto 2021    |
| 2        | Propósito de enmienda         | 29 gennaio 2013  | L'annullamento                           | 15 agosto 2021   |
| 3        | El secuestro                  | 5 febbraio 2013  | Il sequestro                             | 15 agosto 2021   |
| 4        | Álbum de familia              | 12 febbraio 2013 | Album di famiglia                        | 22 agosto 2021   |
| 5        | El juego de las apariencias   | 19 febbraio 2013 | Il gioco delle apparenze                 | 22 agosto 2021   |
| 6        | Lazos de sangre               | 26 febbraio 2013 | Legami di sangue                         | 29 agosto 2021   |
| 7        | El círculo del mediodía       | 5 marzo 2013     | Il circolo del meridione - Prima parte   | 29 agosto 2021   |
| 7        | El círculo del mediodía       | 5 marzo 2013     | Il circolo del meridione - Seconda parte | 5 settembre 2021 |
| 8        | La última noche               | 12 marzo 2013    | L'ultima notte                           | 5 settembre 2021 |
| 9        | El primer dia                 | 19 marzo 2013    | Il primo giorno                          | 22 luglio 2022   |
| 10       | Valtejar                      | 2 aprile 2013    | Valtejar                                 | 22 luglio 2022   |
| 11       | La venta                      | 9 aprile 2013    | La vendita                               | 29 luglio 2022   |
| 12       | El torreón                    | 16 aprile 2013   | Le nozze                                 | 29 luglio 2022   |
| 13       | Nobleza obliga                | 23 aprile 2013   | Nobiltà comporta obblighi                | 5 agosto 2022    |
| 14       | La subasta                    | 30 aprile 2013   | L'asta                                   | 5 agosto 2022    |
| 15       | La variante del dragón        | 7 maggio 2013    | La variante del dragone                  | 12 agosto 2022   |
| 16       | El enemigo en casa            | 14 maggio 2013   | Il nemico in casa                        | 12 agosto 2022   |
| 17       | El escarmiento                | 21 maggio 2013   | Il castigo                               | 19 agosto 2022   |
| 18       | La ejecución                  | 28 maggio 2013   | L'esecuzione                             | 19 agosto 2022   |
| 19       | La salud de los difuntos      | 4 giugno 2013    | La salute dei defunti                    | 25 agosto 2022   |
| 20       | Revancha                      | 11 giugno 2013   | Rivincita                                | 25 agosto 2022   |
| 21       | El sacrificio                 | 18 giugno 2013   | Il sacrificio                            | 26 agosto 2022   |
| 22       | Cólera                        | 25 giugno 2013   | Colera                                   | 26 agosto 2022   |
| Speciale | La última noche en Gran Hotel | 25 giugno 2013   | inedito                                  | inedito          |

## Il ballo in maschera
- Titolo originale: Baile de máscaras
- Diretto da: David Pinillos
- Scritto da: Olatz Arroyo & Eligio R. Montero

### Trama
L'episodio riparte da dove si era conclusa la stagione precedente: Julio e Alicia dopo aver fatto l'amore nella stanza segreta di Carlos sentono qualcuno entrare, ma poi la misteriosa persona fugge dopo aver notato la loro presenza. Il giorno dopo Alicia e Julio intuiscono che la persona che l'altra sera era entrata nella stanza era Ángela, lei e Carlos erano amanti, e probabilmente è in quella camera che si vedevano di nascosto. Julio fa in modo che Ángela trovi la foto di Carlos insieme all'uomo che si sospetta essere colui che aveva tentato di uccidere Andrés, poi Ángela ritorna nella camera segreta per rimetterla lì, venendo sorpresa da Alicia, la quale le rivela che è già a conoscenza del fatto che lei e suo padre erano amanti. Ángela afferma di non avere idea di chi fosse l'uomo insieme a Carlos nella fotografia, ricorda solo il giorno in cui venne scattata.
Ángela scopre che Ernesto ha lasciato il Grand Hotel, lui si era innamorato di Ángela e credendo che il suo fosse un amore non corrisposto è partito via, anche se in realtà Ángela lo ricambiava non avendo avuto l'occasione di dirglielo. Il Grand Hotel organizza il suo tradizionale ballo in maschera, Elisa viene a far visita a suo figlio in compagnia di Beatriz, un tempo lei e Sofía rivaleggiarono per il cuore di Alfredo, Elisa infatti spera che Beatriz possa riconquistare Alfredo e allontanarlo dalla famiglia Alarcón. Elisa cerca di convincere Alfredo a divorziare dalla moglie dato che risposandosi potrebbe avere altri figli, ma nonostante tutto Alfredo non vuole lasciare Sofía e per quanto riguarda il marchesato lo lascerà in eredità ad Alejandro che ormai ama come se fosse veramente suo figlio.
Julio si confronta con Isabel, sapendo che è stata lei a scrivere il biglietto nella speranza che Diego scoprisse che Julio e Alicia sono amanti avendo riconosciuto la sua calligrafia dato che è stato Julio a insegnarle a scrivere. Isabel afferma di aver agito per il bene di Julio dato che Alicia è sposata con un altro uomo e il loro è un amore senza futuro. Julio e Alicia rintracciano lo studio fotografico che si occupò dello scatto della fotografia, ma il proprietario afferma di non avere idea di chi sia la persona accanto a Carlos. Però Julio e Alicia non gli credono, e infatti l'uomo contatta la persona che era insieme a Carlos nella fotografia: il suo nome è Fernando Llanes.
Garrido pretende da Alicia il contenuto della cassaforte di Diego, lì ci sono i registri sulle tangenti pagate da Diego, se Alicia non acconsente a darglieli lui farà sapere a Diego che Julio è il suo amante. Diego ha capito che Garrido ha scoperto l'identità dell'uomo con cui Alicia lo tradisce e che in cerca di un profitto preferisce non dirgli niente, quindi lo picchia cacciandolo via dall'albergo. Julio spiega ad Ayala e Hernando che Llanes vuole attentare alla vita di Andrés. Quest'ultimo intanto ha un confronto con Alfredo, entrambi capiscono di avere una cosa in comune: hanno amato Alejandro e Juan come se fossero veramente i loro figli anche se non c'era un vincolo di sangue a unirli.
Lady confessa a Julio di aver sampre saputo che lui è un domestico, fin dal giorno del loro primo incontro, decide comunque di aiutarlo presentandolo come suo nipote alla festa in maschera, così sarà più facile per Julio passare inosservato tra gli invitati, sapendo che Fernando verrà lì per rubare la pellicola del matrimonio di Diego e Alicia, dato che è l'unica prova che possa ricondurlo al tentato omicidio di Andrés. Anche Ayala e Hernando vanno alla festa, mentre Julio e Alicia aprono la cassaforte di Diego rubando i documenti su cui Garrido vuole mettere le mani. Sofía indossando una maschera si spaccia per Beatriz cercando di sedurre il marito, mentre Javier, indossando pure lui una maschera, si spaccia per Alfredo basciando Beatriz, la quale però capisce subito l'inganno, e Alfredo si arrabbia capendo che sua moglie non cambierà mai e che lei ricorrerà sempre agli ingani e alle manipolazioni per ottenere ciò che vuole, decidendo di chiedere l'annullamento del matrimonio.
Diego schiaffeggia Isabel pretendendo di sapere da lei chi è l'amante di Alicia, ma Isabel per proteggere sia Julio che la moglie di Diego, decide di mentire affermando di aver scritto quel biglietto solo per estorcere del soldi ad Alicia, ma Diego non le crede. Andrés, sapendo che Fernando è nei paraggi, non si sente al sicuro, quindi si rifugia nella camera da letto di Alicia, ma proprio lì fa il suo arrivo Fernando che vuole a tutti i costi la pellicola. Alicia consegna a Garrido i documenti, ma quast'ultimo le punta contro una pistola: ciò che vuole è ucciderla e poi farà sapere che Julio era il suo amante, tutti crederanno che la morte di Alicia è stata un suicidio, infine consegnerà i documenti alla polizia e Diego finirà in prigione, infatti il vero intento di Garrido è quello di umiliare Diego e rovinargli la vita.
- Ascolti Spagna: telespettatori 2 626 000 – share 14,2%[10].
- Ascolti Italia: telespettatori 1 298 000 – share 10,50%[11].

## L'annullamento
- Titolo originale: Propósito de enmienda
- Diretto da: David Pinillos
- Scritto da: Daniel Castro, Moisés Ramos, María López Castaño & Eligio R. Montero

### Trama
Llanes ruba la pellicola dalla camera da letto di Alicia, quest'ultima rischia di morire per mano di Garrido, ma Isabel gli spara uccidendolo. Alicia si prende la colpa al suo posto, dando a Isabel il tempo di scappare da Cantaloa, mentre Ayala requisisce i documenti di Diego che Alicia aveva consegnato a Garrido. Isabel prima di abbandonare la città fa in tempo a lasciare una lettera d'addio a Julio. Diego abilmente riesce a rubare i documenti che Garrido gli aveva sottratto dalla stazione di polizia dato che in quelle carte ci sono le prove degli illeciti di cui lui e Teresa sono colpevoli.
Alfredo si rivolge a un avvocato per l'annullamento del matrimonio, il suo legale gli spiega che è necessario che un Alarcón possa testimoniare che Sofía lo abbia intenzionalmente ingannato facendo passare Alejandro per suo figlio. Alfredo e il suo avvocato tendono una trappola ad Javier: prima gli affidano il compito di riscuotere il denaro per gli stipendi del personale del Grand Hotel, e poi fanno in modo che venga derubato del denaro. Per evitare che Javier passi dei guai, lui scenderà a compromessi con Alfredo e testimonierà contro Sofía.
Ayala intuisce che non è stata Alicia a uccidere Garrido, quindi la scagiona, Teresa e Diego non capiscono per quale motivo Alicia abbia cercato di difendere Isabel, e lei si limita a rispondere che era in debito con lei e che la polizia probabilmente sarebbe stata severa con Isabel dato che era solo un'umile domestica benché avesse ucciso Garrido per difenderla, e che sapendo che alla fine Ayala avrebbe fatto cadere ogni accusa su di lei, ha dato a Isabel il tempo di scappare. Diego non le crede, ha capito che Alicia ha fatto fuggire via Isabel per evitare che gli rivelasse chi è l'amante con cui Alicia lo tradisce. Ayala ha scoperto che Julio e Alicia sono amanti, mettendoli in guardia, Garrido è morto proprio per colpa del loro segreto, comunque rivela a entrambi che ha scoperto qualcosa su Fernando: la casa in cui viveva era intestata a Carlos.
Con il licenziamento di Belén e la fuga di Isabel, servono altre domestiche per il Grand Hotel, e quindi ne vengono assunte di nuove, una di queste, Camila, si guadagna la simpatia di Ángela, inoltre sembra attratta da Andrés. Il piano di Elisa è quello di convincere Alfredo a sposare Beatriz in modo che quest'ultima possa dargli dei figli che possano escludere Alejandro dall'eredità del marchesato, ma Beatriz avendo capito quanto Alfredo sia legato al bambino, fa redigere un contratto che includa anche Alejandro nell'eredità di famiglia, e infatti ciò colpisce positivamente Alfredo, che sembra sempre più convinto di volere l'annullamento del matrimonio.
Javier, pur di recuperare i soldi (ignaro che è stato tutto un piano architettato da Alfredo) si rivolge a Sebastián che gli propone di vincerli con il gioco d'azzardo, finendo solo col perdere ancora più denaro, dovendo dei soldi a Santos. Alfredo riceve una lettera dove viene preteso un riscatto dato che Javier è stato preso in ostaggio, chiedendo ad Ayala di occupersi dell'indagine. Beatriz cerca di farsi alleata Teresa, sapendo che adesso Alfredo è un socio fastidioso per lei, con la promessa che se la aiuterà ad annullare il matrimonio con Sofía, finalmente Beatriz potrà sposarlo e lo convincerà ad allontanarsi dal Grand Hotel. Teresa accetta e promette all'avvocato di Alfredo che testimonierà contro sua figlia.
Julio e Alicia si preparano a tendere un'imboscata a Fernando, con l'aiuto di Ayala, ma Diego (sempre più sospettoso) pretende di accompagnare Alicia, la quale preferisce non dirgli che sta indagando sul tentato omicidio di Andrés. Julio si vede costretto a seguirli di nascosto, ma dato che Ayala è impegnato sulle sue indagini riguardanti la scomparsa di Javier, non prende parte all'imboscata, il piano va in fumo, Alicia inoltre ha un acceso confronto con Fernando pretendendo di sapere la verità sul suo legame con Carlos e Andrés. Lui si rifiuta di risponderle, promettendo ad Alicia che lascerà in pace sia lei che Andrés se la smetterà di indagare, Diego impulsivamente tenta di aggredirlo ma Llanes lo pugnala con un punteruolo, interviene Julio che colpisce con pugno Fernando costringendolo a fuggire, mentre Diego rischia di morire per via della ferita.
- Ascolti Spagna: telespettatori 2 784 000 – share 14,5%[10].
- Ascolti Italia: telespettatori 1 149 000 – share 9,80%[12].

## Il sequestro
- Titolo originale: El secuestro
- Diretto da: Manuel Gómez Pereira
- Scritto da: Olatz Arroyo & Eligio R. Montero

### Trama
Diego è gravemente ferito, quindi Julio e Alicia lo portano al Grand Hotel, dove viene seguito da un medico, Diego viene sistemato nella sua camera da letto, grazie alle cure mediche è fuori pericolo. Quando Ángela scopre che a ferire Diego è stato Llanes, rimane sconvolta nel sentire quel nome. Ayala continua a indagare sulla scomparsa di Javier, interrogando Santos dando per scontato che sia stato lui a sequestrarlo dato che Javier gli doveva dei soldi, ma quest'ultimo si professa innocente.
Alicia va nella camera da letto di Julio, ma non avendo il coraggio di guardarlo, si limita a parlargli dall'altra parte della porta dicendogli che la loro relazione non può più andare avanti, sentendo che Diego ha rischiato di morire anche per colpa loro. Alicia però non si è accorta che l'uomo dall'altra parte della porta non è Julio ma Javier, il quale adesso conosce il segreto di sua sorella. Diego è ancora debole, e inizia a delirare, scambiando Alicia per Carlos accusando quest'ultimo di aver tradito la sua fiducia e che ciò gli è costata la vita.
Julio scopre che Javier si nasconde nella sua stanza, infatti ha inscenato un falso sequestro nella speranza che Alfredo e Teresa paghino un riscatto e poi userà i soldi per coprire il denaro del Grand Hotel e pagare il debito con Santos. Javier ha il coltello dalla parte del manico: Julio è costretto a reggergli il gioco altrimenti lo farà cacciare dal Grand Hotel rendendo pubblica la sua relazione con Alicia. Camila invita Andrés a farle da accompagnatore a una festa di paese, ma lui si rifiuta.
Sofía ha un confronto con sua madre: aveva origliato la conversazione tra Teresa e l'avvocato di Alfredo, adesso sa che lei testimonierà contro la figlia, e infatti Teresa prova solo indifferenza nei confronti del matrimonio di Sofía, l'unica cosa che vuole è sbarazzarsi di Alfredo per il bene del Grand Hotel, cosa facilitata dal fatto che Beatriz è riuscita a procurare un impiego ad Alfredo che gli permetta di stare al fianco del Re di Spagna, nel gabinetto.
Per Julio è sempre più difficile coprire Javier, prima lo fa alloggiare in una suite libera ma che poi è stata prenotata da una coppia di novelli sposi, e poi decide di nasconderlo nella stanza segreta di Carlos. Proprio lì Javier trova la vecchia fiaschetta di suo padre, Javier non è sorpreso che Alicia tradisce Diego, sapendo che non lo ama, e confida a Julio che nemmeno suo padre aveva una grande stima di lui, infatti se Carlos fosse vivo non avrebbe mai dato Alicia in sposa a Diego.
Julio non vuole rinunciare ad Alicia, è felice che Diego sia ancora vivo, sapendo che se fosse morto ciò avrebbe distrutto l'amore tra lui e Alicia, ma continua a sperare in un futuro con lei. Alicia ha sempre messo suo padre su un piedistallo, ma adesso si sta rendendo conto che non era la brava persona che credeva, interroga il cuoco dell'albergo chiedendogli cosa succese il giorno della morte di Carlos: lui le rivela che il padre era un uomo molto abitudinario, ogni mattina si faceva servire da un cameriere una tazza di café nella sua camera da letto, sempre della stessa marca e sempre dalla stessa teiera, negli ultimi giorni della sua vita aveva designato Andrés come suo domestico personale, era stato quest'ultimo a portargli il café, la teiera con cui veniva solitamente servito era bucata, e quindi furono costretti a usarne un'altra.
Alicia e Julio chiedono ad Andrés se quella mattina notò qualcosa di strano, Andrés fa a entrambi una rivelazione, Teresa e Ángela gli imposero di non farne mai parola, ma adesso è pronto a raccontare la verità: quella mattina Carlos invitò Diego a prendere il café con lui nella sua camera da letto, Carlos sospettava che il café fosse avvelenato e pretese che Diego ne bevesse una tazza, e infatti lo fece senza che si sentisse male, a quanto pare il café non era avvelenato. Andrés ricorda un'ultima cosa, Carlos aveva bevuto poco dopo dalla sua fiaschetta, quindi è probabile che l'arsenico con cui era stato avvelenato era proprio lì. Alicia non può fare a meno di sentirsi in colpa nei confronti del suo fratellastro, non trovando giusto che Andrés non sia a conoscenza di essere il figlio di Carlos.
Javier ha preso la fiaschetta, e poi va nel luogo dove l'uomo mandato da Teresa lascia i soldi del riscatto, sollecitata dal fatto che aveva ricevuto un pacco con dentro un dito tagliato di suo figlio (in realtà Javier aveva tagliato il dito dal cadavere di Garrido) poi arrivano Julio e Teresa i quali scoprono che Javier ha bevuto dalla fiaschetta, temendo che ci sia ancora l'arsenico con cui Carlos è stato avvelenato, ma Javier è in ottima salute, ciò vuol dire che il veleno non era nemmeno nella fiaschetta. Arriva Santos con i suoi scagnozzi, il piano prevedeva che Javier gli consegnasse un quarto della somma, ma lui adesso vuole molto più denaro, Julio però mette al tappeto i suoi uomini obbligando Santos a fuggire. Javier promette ad Alicia e Julio che terrà la bocca chiusa sulla loro relazione. Julio non se la sente di escludere Diego tra i sospettati, anche se quella mattina non aveva avvelenato il café di Carlos potrebbe comunque averlo fatto in un altro momento. Ángela invita suo figlio a concedere una possibilità a Camila la quale è riuscita a restituirgli il suo buon umore da quando Belén è partita, quindi Andrés vincendo le sue paure trova il coraggio di baciare Camila.
Alfredo firma il contratto con cui rinuncia alla sua carica come direttore dell'albergo, ma in quel momento il giardiniere trova il corpo senza vita di Beatriz. Diego è l'unico a sapere la verità, ovvero che è stata Sofía a ucciderla, era stato lui a trovare il cadavere per primo portando via il coltello con cui Sofía aveva ucciso la sua rivale in amore, quell'arma avrebbe potuto incriminarla, adesso sua cognata è in debito con lui e dovrà giurargli obbedienza, inoltre Diego ha lasciato accanto al cadavere di Beatriz un coltello d'oro, in modo che la polizia faccia ricadere la colpa sull'assassinio seriale che in passato terrorizzò Cantaloa. La notizia finisce sui giornali, e Benjamín legge l'articolo.
- Ascolti Spagna: telespettatori 2 617 000 – share 13,7%[10].
- Ascolti Italia: telespettatori 1 149 000 – share 9,80%[12].

## Album di famiglia
- Titolo originale: Álbum de familia
- Diretto da: Manuel Gómez Pereira
- Scritto da: Olatz Arroyo, Moisés Ramos & Eligio R. Montero

### Trama
Benjamín è tornato per scoprire chi è l'"emulatore" che gli ha addossato la colpa per la morte di Beatriz, riottiene il suo lavoro di maître al Grand Hotel dopo aver sabotato il colloquio di un altro che ambiva ad avere il posto. Teresa, dopo che Javier aveva inscenato il falso sequestro, lo punisce costringendolo a lavorare come domestico senza trattamenti di favore da parte di nessuno.
Alicia confessa a Ángela che Carlos voleva riconoscere Andrés come erede del Grand Hotel in una lettera che poi è andata bruciata, ciò porta a Ángela a litigare con Teresa avendo privato Andrés della sua eredità. Il Grand Hotel ha un ospite speciale, l'illusionista Harry Houdini, il quale sfida Ayala: quest'ultimo dovrà impedirgli di rubare entro un lasso di tempo un bracciale da una cassaforte del Grand Hotel. Anche se Ayala era dell'intento di rifiutare, Hernando lo costringe a raccogliere la sfida. Ayala ha capito che Beatriz non è stata uccisa dall'assassino del coltello d'oro, infatti l'arma rinvenuta accanto al corpo della vittima non aveva una lama larga quanto la ferita sul corpo della donna. Ayala e Benjamín capiscono entrambi che l'assassina è Sofía, l'unica che aveva un movente per uccidere Beatriz.
Alicia trova un carillon che apparteneva a suo padre, al suo interno ci sono delle fotografie e una lettera per Ángela. La ragazza viene sorpresa in flagrante da Teresa la quale tenta di convincerla a non indagare sulla morte del padre, spiegandole che Carlos nascondeva dei segreti orribili che preferirebbe non sapere. Julio, traendo spunto da uno dei trucchi di Houdini intuisce che forse Carlos avesse assunto il veleno il giorno prima che morisse e che ci ha messo molto tempo prima di agire, in effetti la sera prima della morte di Carlos quest'ultimo ebbe un malore mentre litigò con Javier (probabilmente era il veleno che lentamente iniziò a fare effetto) quel giorno Diego era fuori città e quindi non può essere lui la persona che avvelenò Carlos. Alicia domanda a Benjamín se ricorda qualcosa della notte prima del decesso del padre, il maître ricorda che Carlos cenò con la famiglia, litigò con loro anche perché disprezzava l'idea di lasciare il Grand Hotel in eredità a Teresa, Javier e Sofía, inoltre lo sentì mentre litigò con Ángela.
Alicia ripensa alle fotografie che ha visto, in una c'era Ángela in avanzato stato di gravidanza quando aspettava Andrés, era stata scattata 36 anni fa, ma Julio le fa notare che questo è impossibile dato che Andrés ha solo 29 anni. Ángela rivela ad Alicia di aver avuto un altro figlio da Carlos prima di Andrés, si chiama Ángel ma è vissuto solo tre giorni. Alicia riguarda le foto, Carlos ne fece scattare una con ciascuno dei suoi figli quando erano piccoli: una con Alicia, una con Javier e un'altra con Sofía. Poi legge la lettera che Carlos lasciò a Ángela dove le spiegava che il loro amore doveva rimanere segreto, e che per il bene degli Alarcón la cosa giusta era sposare Teresa, una donna del suo stesso ceto sociale. Alicia, leggendo quelle parole, rendendosi conto che suo padre era solo un ipocrita e un egoista, distrugge il carillon e trova così altre due fotografie che erano nascoste in uno scompartimento segreto del carillon, Carlos si era fatto fotografare con altri due bambini, il primo era Andrés mentre il secondo era Ángel, infatti non era morto.
Alicia spiega a Ángela che Ángel è ancora vivo, Carlos le fece credere che era morto, in questo modo è riuscito a tenerlo nascosto per anni. Il tempo a disposizione per Houdini è finito, lui è già sicuro di vincere perché in realtà non aveva mai messo il bracciale nella cassaforte, ma quando viene aperta il bracciale è al suo interno: Ayala aveva intuito il trucco, quindi era entrato nella suite di Houdini trovando il bracciale per poi metterlo nella cassaforte. Javier decide di unirsi all'esercito, principalmente per provocare Teresa. Julio e Alicia non si fidano di Ángela, quindi la seguono, fino a un convento a Santa Fe, e lì sorprendono Ángela in compagnia di Ángel il quale si rivela essere Fernando.
Le cose tra Camila e Andrés vanno sempre meglio, ma proprio quando quest'ultimo sembra ritrovare la sua serenità, fa il suo ritorno Belén, come ospite del Grand Hotel insieme a Gonzalo, che è diventato il suo nuovo amante. Diego, con la minaccia di consegnare ad Ayala il coltello con cui lei ha ucciso Beatriz, cerca di costringere Sofía a convincere Alfredo a restituire a Teresa il contratto da lui firmato dove rinunciava al titolo di direttore, ma Sofía non accetta di farlo dato che Alfredo sembra disposto a voler rimanere per salvare il suo matrimonio, tanto da strappare il documento. Diego decide dunque di far arrestare Sofía dando ad Ayala il coltello con cui sua cognata ha tolto la vita a Beatriz, ma non sarà necessario in quanto Benjamín ha ucciso una cameriera nella camera da letto di Sofía con un coltello d'oro, in modo da far ricadere la colpa su di lei.
- Ascolti Spagna: telespettatori 2 742 000 – share 14,2%[10].
- Ascolti Italia: telespettatori 1 454 000 – share 11,50%[13].

## Il gioco delle apparenze
- Titolo originale: El juego de las apariencias
- Diretto da: Carlos Sedes
- Scritto da: Moisés Ramos, Xabi Puerta & Eligio R. Montero

### Trama
Fernando tenta di fuggire, Julio riesce a impedirglielo, ma Llanes gli punta contro una pistola, solo le suppliche di Ángela gli impediscono di premere il grilletto, e poi scappa. Ayala fa arrestare Sofía, ritenuta l'assissina dei coltelli d'oro, Alfredo trova varie ciocche dicapelli accanto al cadavere della cameriera trovata morta nella stanza di Sofía: appartenevano alle vittime uccise dall'assassino seriale, tra cui anche una di Beatriz. Alfredo consegna la prova ad Ayala il quale capisce che Sofía è innocente, infatti il vero assassino del coltello d'oro ha messo lì quella prova per incastrarla, inoltre Ayala si era accorto che c'erano alcuni capelli tagliati di Beatriz accanto al suo cadavere: Benjamín era entrato di nascosto nella stazione di polizia tagliando una ciocca dai capelli di Beatriz.
Julio e Alicia pretendono una spiegazione da Ángela, minacciandola di portarla alla stazione di polizia: Ángela confessa quindi la verità, in effetti era venuta a conoscenza del fatto che Ángel era sempre stato vivo poco prima della morte di Carlos, è per questo che litigò con quest'ultimo la sera prima del suo decesso. Ángel aveva assunto il nome di Fernando, Carlos frequentava segretamente il suo figlio illegittimo, tra l'altro anche Ángela dopo aver saputo che il suo primogenito era ancora vivo aveva iniziato da poco a legare con lui. Il problema è che Llanes ormai è ossesionato dal fatto che, essendo il figlio di Carlos, dovrebbe essere a tutti gli effetti il suo erede, ciò lo portò a diventare morbosamente invidioso di Andrés, pure lui figlio illegittimo di Carlos, benché egli intendesse riconoscere ugualmente Andrés come suo erede, è per questo che tentò di ucciderlo manomettendo i fili di rame del lampadario. Ángela chiede ad Alicia di non denunciare Fernando, il quale lascerà Cantaloa, inoltre ha capito che Julio è l'amante di Alicia, e adesso che lo ha scoperto può usare la cosa contro di lei.
Javier si sta rendendo conto che la vita militare non è come lui se l'aspettasse, ora teme che verrà mandato in missione nel continente africano, un luogo pericoloso per i soldati per via dei continui conflitti bellici. Ángela chiede a Teresa di mandare via Belén dal Grand Hotel dato che per Andrés è troppo umiliante vedere sua moglie insieme a Gonzalo, ma Teresa si rifiuta di farlo dato che Belén è a tutti gli effetti una cliente dell'albergo e anche se Andrés è il figlio di Carlos, per Teresa è alla stregua di un qualunque domestico. Anche se Gonzalo e Belén non sono ospiti graditi, Diego e Teresa decidono di farli rimanere al Grand Hotel dato che sono incuriositi dal fatto che sono diventati amici di Luis Quiroga il segretario dell'industria. Teresa autorizza Diego a sedurre Belén pur di scoprire per quale motivo è tornata al Grand Hotel con Gonzalo, ma Diego si rifiuta di essere infedele ad Alicia.
Ayala fa notare a Julio e Alicia che, tirando le somme, qualcosa non torna sul numero di coltelli d'oro che ci sono al Grand Hotel, perché esclusi quelli che l'assassino seriale ha rubato per uccidere le sue vittime, comunque nel ripostiglio ce n'è uno in più: questo significa che il vero assassino deve averne portato uno e aggiunto a quelli già presenti del servizio. Julio e Alicia vanno dall'orafo da cui l'albergo si rifornisce ma lo trovano morto, infatti Benjamín li ha battuti sul tempo. Gonzalo rivuole l'atto di proprietà delle miniere, ma questa volta non vuole usarlo per ricattare sua zia bensì per distruggerlo: le miniere apparentemente non valgono nulla ma in realtà presentano una grande quantità di wolframite, materiale di scarso valore ma che con la diffusione della corrente elettrica per l'illuminazione sarà indispensabile per la fabbricazione di filamenti per le lampadine, quindi il valore è in crescita. Teresa non sa che quella miniera è fonte di ricchezza, tutti credono che fosse il padre di Gonzalo il proprietario della miniera ma in realtà il certificato di proprietà attesta che le miniere appartenevano a Carlos quindi ora sono di proprietà di Teresa. Solo quando Gonzalo avrà distrutto quel contratto impedendo a Teresa di reclamare le miniere Quiroga accetterà di finanziare l'estrazione di wolframite.
Javier tenta di evitare l'arruolamento preferendo chiedere a suo cugino Claudio di farlo assumere alla Guardia Reale, impiego per nulla pericoloso e più appagante, ma il piano fallisce e viene assegnato a un reggimento in Africa. Belén entra nella camera da letto di Diego e dopo avergli fatto assumere un anestetico che aveva messo nel bicchiere da dove stava bevendo, approfittando del fatto che Diego è incosciente, ruba l'atto di proprietà delle miniere. Ángela convince Llanes a lasciare Cantaloa promettendogli che gli darà del denaro. Ayala fa a Julio una rivelazione: quando Benjamín ha lasciato Cantaloa erano sparite delle donne nella città dove risiedeva poco prima del suo ritorno, adesso hanno capito che è lui l'assassino del coltello d'oro. Julio e Ayala vanno al Grand Hotel per arrestare Benjamín il quale intanto ha attirato Alicia in una trappola con l'intenzione di ucciderla.
- Ascolti Spagna: telespettatori 2 747 000 – share 14,2%.[10]
- Ascolti Italia: telespettatori 1 454 000 – share 11,50%[13].

## Legami di sangue
- Titolo originale: Lazos de sangre
- Diretto da: Carlos Sedes
- Scritto da: Olatz Arroyo, Moisés Ramos, Eligio R. Montero & Daniel Castro

### Trama
Benjamín punta il coltello contro Alicia la quale però arriva con lui a un compromesso: la polizia lo sta cercando ma lei è disposta ad aiutarlo a nascondersi nella stanza segreta di Carlos. Julio però capisce che Benjamín è nella stanza segreta con Alicia quando vede accanto al passaggio segreto un orecchino che appartiene a quest'ultima, volutamente messo lì da Alicia. A quel punto Julio e Ayala con astuzia fanno in modo che Benjamín esca allo scoperto, poi Julio lo affronta riuscendo a sottometterlo, infine Ayala lo arresta.
Sofía viene scagionata da tutte le accuse, mentre Ayala e Benjamín si mettono a dialogare sulla morte di Beatriz: tutti e due sanno che comunque è stata Sofía a ucciderla, infatti Benjamín ha ucciso quella domestica con l'intento di incastrare Sofía e fargliela pagare dato che quest'ultima ha cercato di far ricadere su di lui la colpa della morte di Beatriz. Ayala va a trovare Sofía mettendosi a provocarla, accusandola di essere l'assassina di Beatriz, per incriminarla gli basterà solo trovare una prova, in ogni caso Ayala è stato promosso a detective per aver arrestato Benjamín.
Javier tenta in maniera maldestra di evitare il servizio militare fingendo di aver perso l'udito per un incidente durante il suo addestramento al tiro al bersaglio, ma il piano fallisce quando tutti scoprono il suo imbroglio durante la visita medica.
Violeta, la sorella minore di Ángela, va a trovarla, è diventata vedova da poco, il marito è morto per tubercolosi. Ottiene un lavoro come cuoca al Grand Hotel facendo in modo che un altro cuoco si procurasse delle ustioni mentre sollevava il pentolone.
Llanes va al Grand Hotel e lì parla con Andrés rivelandogli di essere suo fratello e che tutti e due sono in realtà i figli illegittimi di Carlos, a quel punto arriva Diego che gli spara. Llanes viene medicato dal personale del Grand Hotel, con Ángela a vegliare su di lui, ma purtroppo la ferita è troppo grave, gli rimane poco da vivere. Ayala pretende una spiegazione, a quel punto Ángela si vede costretta a mentire affermando che Llanes è solo un ladruncolo che aveva tentato di rubare al Grand Hotel.
Andrés pretende una spiegazione da sua madre, scoprendo che Alicia e Julio sapevano tutto, sentendosi tradito. Andrés si mette a litigare con Teresa, ormai stufo dell'arroganza degli Alarcón, sentendosi privato di ciò che in realtà spettava a lui. Teresa non prova compassione per nei suoi confronti, e lo licenzia, anche perché è ovvio che Andrés non ha più intenzione di prestare servizio come domestico al Grand Hotel.
Belén invece che consegnare l'atto di proprietà a Gonzalo e Quiroga, decide di darlo a Teresa, ora che quest'ultima ha scoperto quanto valgono quelle miniere, ma chiede prima un favore a Belén: è disposta a pagarla profumatamente ma lei prima dovrà fare un doppione del documento e consegnarlo a Gonzalo, in modo che quest'ultimo possa credere di avere la vittoria in pugno, è così lui si sobbarcherà le spese per l'estrazione della wolframite, a quel punto Teresa reclamerà le miniere con l'atto di proprietà originale e risparmiando sui costi del lavoro. Il piano di Belén funziona, e consegna il documento falso a Gonzalo che ignaro di tutto lo brucia, ma Teresa non rispetta la sua parte dell'accordo, infatti non solo non paga Belén ma la fa arrestare accusandola di aver tentato di rubare l'atto di proprietà.
Diego non può fare arrestare Sofía in maniera troppo diretta, in tal caso Alicia non lo perdonerebbe, quindi fa in modo che il coltello che Sofía ha usato per uccidere Beatriz venga trovato da un domestico, che lo consegna ad Alicia, la quale decide di darlo ad Ayala, ma prima di poterlo fare Sofía confessa alla sorella di aver ucciso lei Beatriz e che Diego dopo averlo saputo ha tentato di farla arrestare: facendo appello al fatto che sono sorelle le chiede di aiutarla.
Alicia va alla stazione di polizia e convince Benjamín a toccare il l'impugnatura del coltello che Sofía ha usato per assassinare Beatriz così che la colpa della morte della donna venga attribuita a lui, promettendogli che manterrà economicamente la famiglia di Benjamín. Alicia consegna il coltello ad Ayala il quale trova le impronte di Benjamín e di conseguenza non può più muovere accuse contro Sofía, lui è consapevole che è stata Alicia a far sì che le impronte digitali di Benjamín finissero sull'impugnatura del coltello ma decide di sorvolare sull'accaduto.
Llanes in punto di morte confessa a Julio che Carlos gli aveva trovato un lavoro in uno studio legale, lo aveva sempre considerato un padre amorevole finché non capì la sua vera natura quando lo costrinse a usare un nome falso per paura che si scoprisse che era suo figlio, poi arrivò a ignorarlo totalmente quando Carlos gli impedì di rubare del denaro dallo studio legale. In una lettera Carlos lo ripudiò spiegandogli che sarebbe stato Andrés il suo unico erede, di conseguenza Llanes si vendicò presentandosi ad Ángela rivelandole di essere il suo primogenito che lei per tutti quegli anni credeva morto per via delle menzogne di Carlos, privando così il padre dell'amore di Ángela che infatti non lo perdonò. Llanes muore chiedendo a Ángela di porgere ad Andrés le sue scuse.
Diego pretende una spiegazione ad Alicia che gli ha impedito di incriminare Sofía, ma lei inorridita da quello che suo marito voleva fare non intende giustificarsi, sebbene sia arrabbiata anche con Sofía per l'orrendo crimine che ha commesso, infatti non intende più dividere il letto con suo marito oltre a rinnegare Sofía come sua sorella, disgustata nel constatare quanta crudeltà ci sia nella sua famiglia.
Andrés lascia il Grand Hotel mentre Alicia lo guarda da lontano con un'espressione infelice. Alicia va a trovare Benjamín per l'ultima volta, quest'ultimo le rivela di avere tra i suoi effetti personali qualcosa per lei che potrebbe aiutarla a scoprire chi ha ucciso Carlos. Infine, Benjamín viene giustiziato.
- Ascolti Spagna: telespettatori 2 513 000 – share 13,9%[10].
- Ascolti Italia: telespettatori 1 579 000 – share 9,90%[14].

## Il circolo del meridione
- Titolo originale: El círculo del mediodía
- Diretto da: Sílvia Quer
- Scritto da: Moisés Ramos & Eligio R. Montero

### Trama
È Natale, Andrés adesso che ha lasciato il Grand Hotel lavora in un deposito di carbone, Javier è stato mandato insieme al suo plotone in Africa, mentre Teresa vuole che il Grand Hotel entri a far parte del circolo del meridione: la più grande catena di alberghi di lusso dell'Europa Meridionale. Benjamín aveva lasciato una boccetta ad Alicia, lei e Julio la consegnano ad Ayala che con il Saggio di Marsh scopre che contiene dell'arsenico, è probabile che in quella boccetta ci fosse il veleno che è stato usato per uccidere Carlos.
Tutto il plotone di Javier è stato sterminato, ma Javier è sopravvissuto, torna a casa incolume venendo premiato con la medaglia al valore dopo che il nemico lo avevano catturato benché sia riuscito a fuggire. Alfredo non accetta di aderire al circolo del meridione dato che per far sì che il Grand Hotel possa avere i requisiti per entrarvi è necessario installare una linea telefonica in tutte le stanze dell'albergo, trovando imprudente investire tutto quel denaro per i lavori. È necessario mettere la nozione ai voti del consiglio direttivo, Alfredo costringe Javier a votare contro la madre promettendogli che lo aiuterà a mantenere il suo segreto: Javier non è morto insieme agli altri soldati perché aveva disertato, Alfredo lo aveva capito per via di alcune incongruenze nel racconto del cognato. Teresa, Alicia e Diego votano a favore dell'adesione al circolo del meridione mentre Alfredo, Javier e Sofía votano contro, di conseguenza in caso di parità stando allo statuto del Grand Hotel, la decisione finale spetta ad Alfredo in qualità di direttore, e lui respinge la nozione. Ad un tratto arriva Andrés, infatti Alicia e Teresa gli avevano proposto di riconoscerlo come membro legittimo della famiglia Alarcón con un posto nel consiglio direttivo, e infatti vota a favore di Teresa che ottiene la maggioranza.
Ora Andrés può entrare nell'alta società, gli viene assegna una delle stanze più lussuose dell'albergo, si riconcilia con Alicia, Julio e Ángela, e sebbene Sofía e Javier mal sopportano la sua presenza al contrario Alicia è felice che ora Andrés è un suo pari, i due si mettono a cenare insieme nella sala ristorante. Alfredo ormai ha capito che Teresa riuscirà sempre ad avere la meglio contro di lui, decide dunque di lasciare il Grand Hotel e Cantaloa con Sofía e Alejandro, vende quindi a Quiroga le sue quote del Grand Hotel in cambio dell'atto di proprietà della miniera (che in realtà è quello falso che gli aveva consegnato Belén) venendo così truffato a sua insaputa, mentre Quiroga cede le quote a Teresa per una somma molto modesta.
Julio scopre che la boccetta che conteneva l'arsenico è identica a quelle della dispensa dei farmaci del Grand Hotel, facendo una ricerca scopre che sulla boccetta c'è scritta una data, risale al giorno dell'acquisto, e stando ai registri era stato Carlos a ordinarla per curare Teresa quando la moglie si ammalò. Alicia mostra a Julio delle lettere che Teresa gli spedì quando stava male, a quel tempo Alicia studiava a Madrid, infatti Teresa le spiegò che Carlos la stava curando personalmente somministrandole le medicine, ma stranamente le condizioni di salute di Teresa migliorarono quando lei smise di assumere quei medicinali. Inizia a farsi strada l'idea che Carlos stesse avvelenando Teresa per ucciderla, e che lei scoprendolo ha usato proprio l'arsenico per uccidere il marito per avere salva la vita.
È da tanto che Alicia non dorme con Diego, il quale vuole riconquistarsi la stima della moglie, tanto da raccontarle che Carlos effettivamente voleva uccidere Teresa: i due avevano litigato dato che lei non accettava che il marito avesse deciso di lasciare il Grand Hotel ad Andrés piuttosto che ad Javier, lei lo trovava ingiusto dato che è stata la famiglia di Teresa a fondarlo, in quanto donna per la legge lei non poteva ereditare ed è per questo che il padre di Teresa intestò il Grand Hotel al genero Carlos, e lei non poteva accettare che a ereditarlo sarebbe stato il figlio illegittimo del marito. Teresa era disposta a togliere ogni potere al marito appellandosi al tribunale facendo leva sul fatto che aveva avuto dei figli fuori dal matrimonio, oltre alla malversazione e ai debiti accumulati, in modo che venisse riconosciuta a Carlos l'infermità mentale di conseguenza Carlos tentò di ucciderla con l'arsenico, ma quando Diego scoprì quello che voleva fare salvò Teresa impedendole di assumere altro veleno.
Julio e Alicia, nella stanza segreta di Carlos, trovano una polizza assicurativa: Carlos aveva disposto che in caso di morte Ángela avrebbe potuto beneficiare dei soldi dell'assicurazione sulla vita di Carlos, una cospicua somma di denaro. Julio, fingendosi Ayala, interroga il dirigente assicurativo che avrebbe dovuto convalidare la polizza, il quale gli confessa che fu costretto a redigere una polizza falsa che vedeva Teresa come intestataria del denaro, lei usò quei soldi per appianare i debiti che Carlos aveva contratto.
Dato che Benjamín, il maître dell'albergo, si è rivelato un assassino seriale, il circolo del meridione non vuole più che il Grand Hotel si unisca a loro, quindi Teresa decide di farla pagare agli altri albergatori montando contro di loro degli scandali e attraverso atti di sabotaggio. Un rappresentante del circolo del meridione va al Grand Hotel per porre le sue scuse a Teresa e rinnovare l'invito a unirsi a loro, inoltre vorrebbero conferirle il ruolo di presidentessa. Javier viene interrogato da un rappresentante dell'esercito, il quale dal racconto dell'uomo capisce che Javier ha disertato, di conseguenza verrà processato.
Quando Teresa va in camera da letto trova tutti i mobili nella stessa disposizione che avevano il giorno in cui Carlos venne trovato morto nel letto, sono stati Julio e Alicia a disporli in quella maniera seguendo le esatte indicazioni di Ángela (la prima che trovò Carlos senza vita sul letto) solo allo scopo di provocare Teresa e vedere la sua reazione. Teresa impulsivamente apre il cassetto dove a quel tempo era riposta la boccetta con dentro l'arsenico, Alicia l'aveva messa lì deducendo che anche allora il veleno fosse stato messo proprio in quel cassetto, e il fatto che Teresa lo abbia subito trovato lì è la conferma che era stata lei ad avvelenare il marito. Alicia accusa sua madre di essere un'assassina ma Teresa fa cadere per terra la boccetta rompendola: adesso sua figlia non ha più prove contro di lei.
- Ascolti Spagna: telespettatori 2 578 000 – share 14,0%.[10]
- Ascolti Italia (prima parte): telespettatori 1 579 000 – share 9,90%[14].
- Ascolti Italia (seconda parte): telespettatori 1 579 000 – share 8,80%[15].

## L'ultima notte
- Titolo originale: La última noche
- Diretto da: Sílvia Quer
- Scritto da: Ana Domínguez, Eligio R. Montero & Moisés Ramos

### Trama
Javier viene processato dal tribunale militare, per l'accusa di diserzione viene spogliato della medaglia al valore e condannato a morte. Javier viene messo in cella dove fa amicizia con Francisco, un altro prigioniero destinato alla pena di morte. Benché Alfredo sia arrabbiato con Teresa dopo aver scoperto che l'acquisizione della miniera in realtà era una truffa, decide di chiedere la grazia per Javier, ottenendola cedendo il suo titolo di marchese.
Alicia si arrabbia con Julio quando scopre che egli ha rivelato ad Ayala che l'arsenico che uccise Carlos gli era stato somministrato da Teresa, infatti è pur sempre sua madre e non ha mai avuto intenzione di farla arrestare. Julio cerca di farle capire che non aveva scelta, ormai con le loro indagini si erano già spinti troppo oltre, adesso il giudice metterà in piedi un'istruttoria contro Teresa. Quest'ultima capisce che è stato Benjamín a dare ad Alicia la boccetta contente l'arsenico, in effetti Teresa l'aveva affidata a lui dopo che Carlos morì, però durante il processo, Teresa obbliga il medico che falsificò la data di morte di Carlos a dare la colpa a Ángela in modo che dichiari davanti al giudice che era stata quest'ultima a pagarlo.
Ora è Ángela la principale sospettata, Julio e Alicia cercano di farla fuggire per evitare che venga arrestata, ma lei si rifiuta di scappare, intende dimostrare la sua innocenza in tribunale, ma le cose peggiorano quando Teresa fa deporre Belén: l'ha riassunta dandole l'incarico di capo governante, in cambio lei mente affermando di aver visto Ángela usare l'arsenico che viene custodito al Grand Hotel. Julio chiede aiuto a Sebastián, grazie a lui rintraccia gli uomini che Teresa aveva assoldato per dissotterrare Carlos, cerca di convincerli con le maniere forti a deporre in tribunale, ma loro si mettono a picchiarlo. Fuori di sé dalla rabbia, Julio va dal medico che Teresa aveva corrotto e lo costringe (con la minaccia di ucciderlo) a ritrattare la confessione.
Quando Javier viene a sapere che gli è stata concessa la grazia, non riesce a esserne felice, sapendo che Francisco non sarà altrettanto fortunato, oltre al fatto che non sente di meritare questa fortuna, confessando a Francisco che non è mai sceso in battaglia, aveva disertato poco dopo lo sbarco in Marocco. Francisco cerca di fargli capire che, solo perché un uomo ha paura della guerra, non per questo merita di essere giustiziato. Francisco si prepara per la sua esecuzione, lui e Javier si abbracciano, Francisco gli affida la sua medaglietta, chiedendogli di darla alla sua fidanzata, infine viene fucilato.
Alicia depone contro sua madre in tribunale, ammettendo che Teresa ha distrutto la boccetta con dentro l'arsenico che uccise Carlos davanti ai suoi occhi, accusandola di essere solo una bugiarda e una manipolatrice. Teresa stanca di tutte queste accuse si arrabbia con la figlia ammettendo che la sua è stata una vita di umiliazioni, il marito non ha fatto che tradirla e poi ha tentato di ucciderla, rivelando ad Alicia che Carlos usò l'arsenico per togliersi la vita, infatti Teresa gli fece credere che era riuscita a convincere il tribunale ad interdirlo, e quindi lui per evitare di essere umiliato ha commesso suicidio. Teresa aveva cercato di evitare che tutti scoprissero la verità perché per legge a Carlos non sarebbe stata concessa una sepoltura cristiana e l'agenzia assicurativa non avrebbe accordato a Teresa il denaro della polizza, di cui il Grand Hotel aveva bisogno per pagare i suoi debiti. Adesso che Alicia ha messo Teresa nella posizione di dire tutta la verità davanti al tribunale, sarà obbligata a restituire il denaro della polizza.
Carlos lasciò un biglietto dove dichiarava l'intenzione di togliersi la vita, è l'unica prova che può scagionare Teresa, ma Diego riesce a impadronirsene, e con la minaccia di non consegnarlo al giudice obbliga Teresa a firmare un contratto dove lei gli attesta il Grand Hotel e le miniere, infatti anche se Diego dovrà risarcire il denaro della polizza, per lui non sarà un problema grazie ai guadagni delle miniere. All'insaputa di tutti è stato Diego a causare la morte di Carlos, in realtà in principio era stato proprio Diego a convincerlo ad avvelenare lentamente Teresa, in cambio della nomina a direttore del Grand Hotel e alla mano di Alicia, il biglietto era stato scritto da Carlos ma in realtà tutti avrebbero creduto che a scriverlo fosse stata Teresa così che tutti avrebbero creduto che lei si sarebbe tolta la vita con l'arsenico una volta assunto uno specialista che avrebbe riscritto il biglietto imitando la calligrafia della donna. Quando Diego scoprì che Carlos non aveva intenzione di cedergli Alicia in sposa, decise di salvare Teresa, inoltre partì per un viaggio dopo aver sostituito la teiera dalla quale Carlos si faceva servire il caffè con un'altra al cui interno era cosparso l'arsenico, infine usando proprio il biglietto che Carlos aveva scritto Diego fece in modo che Teresa credesse che il marito aveva deciso di togliersi la vita.
Alicia è mortificata per tutto il male che ha arrecato a Teresa, quest'ultima le rivela che Diego ora si è impadronito del Grand Hotel ricattandola, solo per la soddisfazione di punire la figlia in modo che capisca quanto suo marito sia spregevole. Ángela mette in guardia Belén: infatti Diego la odia e non ci vorrà molto prima che le tolga il titolo di capo governante. Il Grand Hotel si prepara per accogliere gli invitati alla festa della notte di San Silvestro, viene anche montato un orologio. Alicia, stanca di fingere di amare Diego, ammette di averlo tradito, a quel punto Diego la trascina con la forza in camera da letto violentandola.
Teresa nota che c'è qualcosa di strano: sebbene il rappresentante che era venuto facendo le veci del circolo del meridione avesse dichiarato che gli albergatori avrebbero presenziato alla notte di Capodanno come ospiti del Grand Hotel, nessuno di loro è venuto. L'uomo inoltre è scomparso, e infatti Teresa capisce che non lavorava realmente per il circolo del meridione, inoltre aveva anche preso parte ai lavori per montare l'orologio, quindi Teresa capisce che ha collegato all'orologio un ordigno esplosivo e che a mezzanotte quando le due lancette saranno sovrapposte la bomba esploderà.
Il certificato che attestava la grazia per Javier viene smarrito, dunque Javier viene fucilato. Julio, dopo aver scoperto che Diego ha violentato Alicia, decide di affrontarlo, e mentre Diego tiene il discorso davanti a tutti gli invitati, Julio si avvicina a lui con l'intento di aggredirlo, Alicia lo raggiunge per fermarlo, mentre Teresa tenta di avvisare tutti quanti del pericolo, ma è troppo tardi: allo scoccare della mezzanotte la bomba collegata all'orologio esplode, mentre Julio stringe Alicia tra le sue braccia.
- Ascolti Spagna: telespettatori 2 733 000 – share 14,5%[10].
- Ascolti Italia: telespettatori 1 579 000 – share 8,80%[15].

## Il primo giorno
- Titolo originale: El primer día
- Diretto da: Sílvia Quer
- Scritto da: Eligio R. Montero & Moisés Ramos

### Trama
Julio apre gli occhi: è ferito, ma è ancora vivo, scopre che l'hotel è semidistrutto. Il soggiorno è devastato, ci sono morti e feriti, i medici e le infermiere sono lì per prestare soccorso, costretti a operare sul posto, purtroppo Alicia è scomparsa, sembra che sia stata portata via con un'ambulanza ma stranamente non si trova in ospedale, tra i sopravvissuti ci sono Teresa, Andrés, Diego, Sofía, Alfredo, Belén, Violeta, Ángela e Camila, quest'ultima però ha riportato gravi ferite, a quanto pare aspettava un bambino da Andrés, ma ha abortito, era incinta di cinque mesi.
Prevedibilmente, Diego restituisce a Ángela il titolo di capo governante, mente Belén deve accontentarsi di lavorare come semplice domestica. Diego confessa a Teresa di aver abusato di Alicia in modo da imporre la sua autorità di marito oltre a rivelarle che la figlia lo tradisce con un altro uomo; Teresa gli giura che un giorno pagherà per tutto il male che lui ha fatto. Ayala e Hernando indagano sull'esplosione, mostrando a Teresa il corpo dell'uomo che era venuto al Grand Hotel fingendo di essere un emissario del circolo del meridione, colui che ha montato la bomba, i suoi complici lo hanno ucciso per evitare che attraverso lui risalissero a loro. Diego è convinto che Alicia sia fuggita, mostrando ad Ayala una lettera che Maite Rebelles, cara amica di Alicia, le aveva spedito: a quanto pare Alicia intendeva lasciare il marito e voleva scappare con il suo amante (Julio) chiedendo a Maite di ospitarli, sebbene quest'ultima si fosse rifiutata, preferendo venire lei stessa a Cantaloa per dare una mano all'amica e trovare un sistema per svincolarla dal suo matrimonio infelice, dato che Maite è laureata in legge.
Appena Maite arriva al Grand Hotel, tra lei e Diego si viene a creare una forte antipatia, Ayala e Julio capiscono che il vero obiettivo di coloro che hanno posizionato la bomba era quello di rapire Alicia, grazie al caos generato dall'esplosione hanno agito indisturbati e l'hanno rapita. Ayala e Hernando usano i cani per rintracciare l'odore di Alicia e trovarla, la pista fiutata li porta all'ambulanza che è stata usata per portare via Alicia, che è stata lasciata vicino alla spiaggia, da lì vedono una nave al largo, Alicia è probabilmente a bordo.
Javier si è salvato, il proiettile aveva colpito la fiaschetta che lui nascondeva sotto la divisa, torna al Grand Hotel e conosce Laura, una giovane e bella infermiera, iniziando a corteggiarla, a quanto pare anche Laura non sembra indifferente al suo fascino. Le condizioni di Julio stanno peggiorando per via della ferita, quindi Ayala, aiutato da Hernando e Maite, si vede costretto a operarlo lui personalmente in maniera piuttosto rudimentale, riuscendo comunque a disinfettare la sua ferita. Julio per un momento, guardando Maite, la confonde per Alicia, e le accarezza dolcemente il viso, dal modo in cui Maite lo guarda è ovvio che inizia a provare dei sentimenti per lui.
Andrés fa portare Camila nella sua camera in modo da accudirla nel modo migliore, Teresa pur essendo consapevole di non essere nella posizione di dare consigli ad Andrés, cerca di fargli capire che non può stare con Camila e contemporaneamente essere il marito di Belén, altrimenti commetterà gli stessi sbagli di suo padre, oltre al fatto che essendo ora un membro ufficiale della prestigiosa famiglia Alarcón deve comportarsi in maniera più decorosa. Andrés, essendo consapevole che Teresa ha ragione, chiede a Belén l'annullamento del matrimonio.
Sofía alla vista dei cadaveri morti durante l'esplosione, è in preda al panico, Alfredo cerca di aiutarla chiamando uno psichiatra, il quale capisce che la donna sta affrontando un conflitto interiore, usa su di lei l'ipnosi in modo che possa mettere a fuoco i suoi problemi: Sofía in stato di trance rievoca il momento in cui ha ucciso Beatriz, ma proprio in quell'istante Alfredo interrompe la seduta per evitare che la moglie confessasse davanti allo psichiatra la sua colpevolezza. Alfredo è ignaro del fatto che è stata Sofía a uccidere Beatriz, lui credeva erroneamente che stesse confessando l'omicidio di Cristina, pure lei morta per mano di Sofía.
Per via del forte temporale la nave è costretta ad attraccare al porto di Santander, la polizia arresta l'equipaggio ma Alicia non è lì, i sequestratori hanno fatto in tempo a portarla in un altro luogo. I rapitori telefonano a Diego, sono disposti a liberare Alicia ma a patto che Diego consegni una cosa che lui possiede e a cui sono interessati, Julio ascolta la conversazione e quindi segue Diego insieme ad Ayala e Maite nel luogo dello scambio. Ad attendere Diego ci sono due uomini, lui non ha intenzione di scendere a patti con loro e li affronta, ma proprio quando rischiava di essere ucciso, in suo aiuto arrivano Julio e Ayala, quest'ultimo uccide uno dei due rapitori, mentre Diego uccide il secondo, lo ha fatto per coprire le proprie tracce a quanto pare questa gente conosce un segreto legato al passato di Diego che lui non vuole che venga a galla. Diego per il momento mette da parte la ricerca di Alicia dato che Julio merita la priorità, infatti durante la lotta la ferita si è riaperta, quindi Diego aiuta Ayala e Maite a portare Julio da un medico dato che gli ha salvato la vita.
- Ascolti Spagna: telespettatori 2 720 000 – share 15,0%[10].
- Ascolti Italia: telespettatori 1 334 000 – share 12,30%[16].

## Valtejar
- Titolo originale: Valtejar
- Diretto da: Sílvia Quer
- Scritto da: Eligio R. Montero, Moisés Ramos & Daniel Castro

### Trama
Alicia ritorna incolume al Grand Hotel, per la gioia di Julio, della madre e dei fratelli, non ricorda nulla del suo sequestro. Alicia non ha alcuna intenzione di perdonare Diego per quello che le aveva fatto, sebbene lui ritenga che Alicia se lo fosse meritato avendogli rivelato di averlo tradito con un altro, a dispetto dell'infedeltà della moglie non intendete chiedere l'annullamento del matrimonio, ritenendo che Alicia è semplicemente una sua proprietà.
Alicia riceve per regalo un orologio, nel quale è nascosta una pistola, l'orologio (in piena notte) emette una musica che induce Alicia, in uno stato di incoscienza, ad impugnare la pistola e la punta contro Diego allo scopo di farsi consegnare ciò che avrebbe dovuto dare ai suoi sequestratori in cambio della sua libertà: è evidente che i sequestratori di Alicia l'hanno liberata dopo averla ipnotizzata e che sempre loro le hanno consegnato l'orologio proprio per indurla in stato di ipnosi così che proprio Alicia possa ottenere da Diego quello che stanno cercando. Julio riesce a fermarla e a farla rinsavire (Diego stava dormendo e non si è accorto di nulla).
Maite sorprende Julio e Alicia mentre si baciano, scoprendo che è lui l'amante dell'amica, e dato che a Cantaloa non saranno mai felici, Julio e Alicia decidono di scappare, mentre Maite soffoca i suoi sentimenti, dato che ormai si è innamorata di Julio. Alicia e Julio prendono un treno ma Ayala e Hernando a malincuore li costringono a tornare al Grand Hotel, è stato Diego e costringerli a impedire la fuga appellandosi alla legge dell'abbandono del tetto coniugale. Ayala è disposto a non rivelare a Diego che è proprio Julio l'amante di Alicia almeno per evitare che Diego gli faccia del male, a quel punto Julio ruba la pistola a Hernando puntandola contro Ayala, ma Alicia decide di abbandonare il suo proposito di lasciare Cantaloa, convinta da Ayala che fuggire non servirebbe a nulla.
Quando Alicia torna al Grand Hotel, Diego picchia brutalmente una domestica davanti a lei, con la promessa che se tenterà un'altra volta la fuga saranno gli indifesi a cui lui può dare il tormento che ne faranno le spese, obbligandola a tornare a dormire con lui nella loro camera da letto. Julio è deluso, non accetta che Alicia abbia preferito rimanere al fianco di Diego piuttosto che rischiare e fuggire con lui, arrivando quasi a mancarle di rispetto davanti agli altri camerieri. Alicia rievoca un solo ricordo del suo sequestro: i suoi rapitori le avevano mostrato una foto di Diego, quando era più giovane, mentre era sposato con un'altra donna. Maite è dell'opinione che se Diego ha un'altra moglie, con l'accusa di bigamia, il matrimonio tra lui e Alicia verrebbe invalidato e quindi Alicia sarebbe libera da lui.
Sofía è perseguitata dai fantasmi di Beatriz e Cristina, va in chiesa e nel confessionale rivela a padre Grau che ha ucciso due persone, ormai rassegnata alla consapevolezza di essere una persona crudele e che non c'è redenzione per le sue colpe. Javier ormai è in età da matrimonio, quindi Teresa per risollevare l'hotel dalla sua disastrosa situazione economica, lo esorta a sposarsi in modo che la famiglia Alarcón possa ottenere una cospicua dote dalla famiglia della sposa. Teresa è più che contenta quando scopre che Javier corteggia Laura, infatti sebbene sia un'infermiera, è un membro della benestante famiglia Montenegro, proprietaria di un'industria dell'acciaio, di un impianto minerario in Argentina e di una compagnia di navigazione.
Maite ritiene che la cosa migliore sia indagare sul passato di Diego anche se Alicia conosce poco di lui, a parte che per un periodo lavorò a Barcellona in un ufficio consulenze, e che è nato in un paesino chiamato Valtejar e che i suoi genitori morirono quando era ancora un bambino. Maite e Julio vanno a Valtejar, e scoprono che ormai da anni il paesino per via di un'alluvione è sommerso dall'acqua, l'unico cittadino ancora in vita è il curato. Diego raggiunge Valtejar prima di loro e picchia il curato per poi rubargli un articolo di giornale che è in suo possesso, non lo uccide solo perché il curato è ceco e dunque non potrebbe comunque identificarlo. Quando Maite e Julio prestano soccorso al curato, capiscono che Diego li ha battuti sul tempo, in ogni caso il curato rivela a entrambi che gli unici a Valtejar che sopravvissero all'alluvione furono lui e Diego, invece sua moglie Remedios morì, scattarono una foto sia a lui che a Diego come unici sopravvissuti in un articolo di giornale che il curato aveva conservato (quello che Diego ha rubato).
Belén manomette il disinfettante che viene usato nel bendaggio per il medicamento di Camila così da aggravare le sue condizioni di salute. Diego umilia Teresa sistemandola in un alloggio più modesto, mentre la sua camera verrà data temporaneamente a Celia Velledur, donna di una ricca famiglia che alloggia al Grand Hotel, intende comprarlo per 6.000.000 di peseta e trasformarlo in una residenza privata. Diego accetta, in modo da lasciare Cantaloa con Alicia, ma Teresa assolda un uomo che uccide Celia oltre a prenderle l'atto di vendita consegnandolo a Teresa che lo brucia.
Diego tenta di bruciare la foto dell'articolo di giornale che aveva rubato nella cucina del Grand Hotel, ma Violeta riesce a recuperarlo, e vedendo la foto e l'articolo di giornale, si mette a provocare Diego facendogli capire con una velata allusione che ora conosce il suo segreto. Ayala chiede a Alicia se ha recuperato qualche ricordo del suo sequestro, la donna rammenta che uno dei suoi rapitori si chiamava Ezequiel, quindi Ayala riesce a rintracciarlo ma non può trattenerlo per insufficienza di prove.
Julio e Alicia hanno perso ogni speranza, Remedios è morta dunque Diego è semplicemente vedovo, avendo quindi sposato Alicia in seconde nozze. Maite però ritiene che c'è qualcosa di strano, il vedovato non avrebbe certo rappresentato un ostacolo per il matrimonio di Alicia e Diego, e nonostante ciò quest'ultimo si è comunque preso il disturbo di raggiungere Valtejar prima che lo facessero Julio e Maite, dunque c'è una sola spiegazione: Diego voleva evitare che scoprissero qualcosa di compromettente su di lui. L'unica cosa che Maite è riuscita a recuperare da Valtejar è l'album fotografico dei parenti defunti di Diego, c'è anche una foto di Remedios, ma Alicia quando la vede non la riconosce: non è la stessa donna della foto che le avevano mostrato i suoi rapitori.
- Ascolti Spagna: telespettatori 2 711 000 – share 13,8%.[10]
- Ascolti Italia: telespettatori 1 334 000 – share 12,30%[16].

## La vendita
- Titolo originale: La venta
- Diretto da: Carlos Sedes
- Scritto da: Moisés Ramos, Rocío Santillana & Carlos del Pando

### Trama
Diego ormai è fuori controllo, prima annuncia alla servitù che a breve verranno tutti licenziati in quanto il Grand Hotel verrà venduto a Celia che lo trasformerà in una residenza privata (divertito nel vedere i camerieri e le domestiche avviliti dalla prospettiva di rimanere disoccupati) limitandosi a dare la liquidazione, e poi lo annuncia anche a Teresa, Sofía, Javier, Alfredo e Alicia, tanto che quest'ultima lo colpisce con una schiaffo. Ángela è l'unica che non rischia di rimanere senza lavoro dato che è nell'intenzione di Diego assumerla come sua domestica.
Javier chiede a Laura di sposarla, ma decide di essere sincero con lei, ovvero che Teresa vuole una dote dalla famiglia della ragazza, sebbene Javier ne sia realmente innamorato. Laura desidera realmente sposarlo, dato che Javier si era dimostrato pronto ad amarla anche quando credeva che lei fosse solo un umile infermiera. La madre di Laura si oppone alle nozze, minaccia anche di diseredare la figlia, ma poi cambia idea e accetta l'unione tra Laura e Javier. In realtà la madre di Laura aveva solo finto di disapprovare il matrimonio della figlia, il suo intento era solo quello di salvaguardare le apparenze, in realtà il fatto che Javier abbia deciso di prendere Laura in moglie è un sollievo, infatti pare che Laura abbia un segreto, tanto che la madre temeva che nessuno l'avrebbe mai sposata.
Alicia si mette sulle tracce dei rapitori che l'avevano sequestrata, aiutata da Julio: riescono a trovarli, ma poi i due vengono catturati. I rapitori lavorano per una donna, poi arriva Maite che riesce a salvare i suoi amici. Intanto le condizioni di Camila peggiorano, ma Andrés decide di immergerla in una vasca di acqua fredda e la febbre si abbassa, finalmente è fuori pericolo.
Ayala e Hernando indagano sulla scomparsa di Celia, quindi interrogano uno dei camerieri del Grand Hotel, ovvero Mateo, e quando Ángela ascolta l'interrogatorio capisce che Mateo sta mentendo sull'ora in cui Celia aveva lasciato l'albergo per coprire Teresa. Ayala requisisce il denaro che Diego aveva riscosso dalla vendita del Grand Hotel in quanto non c'è prova che la proprietà sia stata venduta dato che non c'è un contratto di vendita a testimoniarlo. Diego senza i soldi si vede costretto a non vendere più l'albergo.
Tra Grau e Sofía c'è dell'attrazione, la donna trascorre del tempo in chiesa avendo modo di stargli più vicino. Mentre Sofía è a letto, arriva Grau che la bacia con passione, ma poi Sofía scopre che il suo era solo un sogno. Il Grand Hotel deve assumere un nuovo maître per sostituire Benjamín, un uomo si offre per il posto: il suo nome è Jesús Manzanos Cisneros, un uomo gentile e amichevole. Ángela cede a lui il posto, Jesús fa così la conoscenza di Teresa e sembra prenderla in simpatia sebbene lei lo tratti in maniera brusca.
Dopo che il piano di Belén per disfarsi di Camila fallisce, Ángela si mette a provocarla accusando Belén di essere solo una donna insignificante, anche perché ormai non ha più nessuno, né amici e né una famiglia. Belén le promette che un giorno riuscirà a rovinare Andrés, poi la donna va da Diego e si mette a baciarlo con rabbia, e nonostante la reazione aggressiva dell'uomo, Diego cede alla sua spietata seduzione.
- Ascolti Spagna: telespettatori 2 608 000 – share 13,7%[10].
- Ascolti Italia: telespettatori 1 407 000 – share 12,30%[17].

## Le nozze
- Titolo originale: El torreón
- Diretto da: Carlos Sedes
- Scritto da: Eligio R. Montero, Carlos del Pando, Mª José Rustarazo & Moisés Ramos

### Trama
Javier si prepara a sposare Laura, però Teresa impone ad Andrés di non portare come sua accompagnatrice Camila, sebbene Javier gli avesse dato il permesso di portare che desiderasse. A dispetto dell'astio che Teresa prova per Belén quest'ultima è ancora la sposa di Andrés. Quest'ultimo decide di non andare al matrimonio, ma Camila gli fa cambiare idea dato che Javier è comunque suo fratello, comunque Andrés le promette che si dedicherà a lei il giorno del suo compleanno.
Grau in chiesa celebra il matrimonio di Javier e Laura, mentre Belén provoca Andrés presentandosi prima in chiesa con l'abito che quest'ultimo aveva preparato per Camila, e poi alla cerimonia al Grand Hotel. Jesús contrariamente a Ángela preferisce usare metodi più amichevoli per dare istruzioni ai camerieri, nominando Julio suo assistente. Camila trova in un cassetto della camera da letto di Andrés una spilla, dando per scontato che si tratti del regalo che le darà per il suo compleanno.
Laura e Javier trascorrono la loro prima notte di nozze, mentre Ezequiel si presenta al Grand Hotel puntando una pistola contro Diego. Stando a quanto dice Ezequiel, sembrerebbe che quella di "Diego Murquía" non è la sua vera identità, quello che Ezequiel desidera è proprio ciò che volevano fin dall'inizio da lui in cambio della libertà di Alicia che però Diego si era rifiutato di dare come riscatto, ovvero il suo documento di identità, il quale benché lo metta in una posizione compromettente continua tuttora a conservare dato che gli servirà al momento propizio per avanzare alcune sue pretese. Diego non ha paura di Ezequiel, addirittura ha capito per chi lavora, inoltre sa che non attenterà alla sua vita perché se veramente le persone per cui lavora lo volevano morto lo avrebbero già ucciso, infine Diego estrae la pistola e spara a Ezequiel ferendolo, benché egli riesca a fuggire.
Durante la festa Teresa sorprende Jesús a ballare da solo, si era fatto trascinare dalla musica credendo che nessuno lo stesse guardando, Teresa non è convinta della sua professionalità, trovando strani i suoi comportamenti. Julio si mette a litigare con Maite, sfogando contro di lei la sua frustrazione, odia l'idea che Diego e Alicia dormano insieme.
Ayala indaga sulla sparizione di Celia, ripercorre le sue tracce trovando sulla strada dove la vettura nella quale lei viaggiava aveva fatto il suo percorso, un bossolo, e capisce che le hanno sparato e che l'assassino si è disfatto del corpo della donna e dell'auto facendoli precipitare nello strapiombo che si affaccia sul mare lì vicino, a breve la bassa marea li farà riemergere.
Maite va nel suo alloggio, e trova Ezequiel (gravemente ferito) che le punta contro la pistola, la sua intenzione è quella di prenderla come ostaggio. Quando Julio va da Maite per porgerle le sue scuse capisce che Ezequiel la tiene sotto tiro. Ezequiel si rifugia nella soffitta insieme a Maite, dato che è in trappola Diego vorrebbe approfittarne per ucciderlo, ma Ayala e Alicia non glielo permettono, dato che Ezequiel potrebbe arrivare a uccidere Maite con un gesto avventato. Ezequiel vuole un medico che possa curarlo, un'automobile e un autista che lo porti via, con la promessa che lascerà libera Maite. Julio propone di sfruttare la cosa a loro vantaggio, quindi Andrés, fingendo di essere un medico, fa credere a Ezequiel di iniettargli della cocaina con una siringa, ma in realtà gli inietta della morfina facendogli perdere i sensi.
Ezequiel viene portato via dalla polizia, è evidente che Diego è arrabbiato dato che non ha potuto uccidere Ezequiel. Julio si scusa con Maite del suo comportamento, lui però non ha capito che la donna in realtà lo ama. Javier e Laura partono via per la luna di miele. Sofía va in parrocchia e aiuta Grau a ridipingere le mura della chiesa, quest'ultimo cerca il contatto fisico con lei, è evidente che per Sofía è sempre più difficile reprimere l'attrazione che prova nei suoi confronti.
È arrivato il giorno del compleanno di Camila, lei e Andrés pranzano insieme nella sala ristorante e lui le mostra il regalo che le ha comprato: degli orecchini. Camila vede la spilla che aveva trovato prima addosso a Belén dando per scontato che a regalargliela è stato proprio Andrés, sentendosi tradita e umiliata. Infatti Belén voleva che Camila credesse che Andrés la stesse corteggiando, inoltre confessa a quest'ultimo che non ha spedito la richiesta di annullamento del matrimonio all'avvocato. Belén insulta Andrés accusandolo di essere un uomo senza coraggio, per cui lui, non tollerando la sua sfrontatezza, la umilia davanti ai domestici tirandole uno schiaffo con la promessa che la ucciderà se si intrometterà ancora tra lui e Camila.
Ezequiel è pronto a rivelare ad Ayala tutto quello che sa su Diego, a patto che riceva ventimila peseta, la grazia firmata dal giudice e una lettera diplomatica per lasciare la Spagna. Diego chiede ad Ayala di assistere all'interrogatorio, tra l'altro il detective è riuscito a procurarsi i soldi e la grazia firmata, poi arriva anche la busta con dentro la lettera diplomatica, ma quando Diego e Ayala vanno a interrogare l'uomo, lo trovano morto. Dal sorriso soddisfatto di Diego è implicito che sia stato lui a far uccidere Ezequiel, mentre Ayala scopre che nella busta non c'era la lettera diplomatica, ma un messaggio con scritto In Caino era la verità.
- Ascolti Spagna: telespettatori 2 691 000 – share 14,4%[10].
- Ascolti Italia: telespettatori 1 407 000 – share 12,30%[17].

## Nobiltà comporta obblighi
- Titolo originale: Nobleza obliga
- Diretto da: David Pinillos
- Scritto da: Moisés Ramos

### Trama
Jesús istruisce Julio nella speranza di fare di lui un giorno un valido maître, mentre Maite e Alicia chiedono a Grau qualche informazione sulla frase In Caino era la verità ma lui afferma che non si tratta di un verso della Bibbia. Intanto Grau chiede ad Alicia se il Grand Hotel è disposto a ospitare un galà di beneficenza per l'orfanotrofio, ma Diego si rifiuta di mettere l'albergo a disposizione.
Javier torna dalla luna di miele, ma non è felice come dovrebbe: accusa Laura di essere una moglie possessiva e soffocante, a quanto pare ciò che desidera è cambiarlo. Javier sta prendendo in considerazione la possibilità di lasciarla, anche perché comunque la famiglia Alarcón riscuoterà la dote, ma la madre di Laura data la brutta reputazione di Javier, ha imposto che verrà elargita con un'assegnazione mensile, in modo da avere la certezza che Javier non abbandoni la moglie.
C'è una cliente al Grand Hotel che tratta in malo modo il personale di servizio, tanto che Jesús e Ángela chiedono ad Alfredo di occuparsene, ma lui scopre che si tratta dell'amante del re Alfonso XIII, spiegando a Diego che probabilmente il sovrano verrà al Grand Hotel e trovarla, effettivamente Alfredo conosce i vari pseudonimi che il re in genere usa per le prenotazione, e trova quello giusto. Mentre il re è in compagnia della sua amante, arriva la moglie Virginia ma in ogni caso Alfredo riesce a coprire il re facendo credere alla regina che lui è venuto a Cantaloa per il galà di beneficenza per gli orfani (Diego infatti ha riconsiderato l'idea).
Ayala esamina il corpo di Ezequiel al quale è stato staccato l'anulare della mano sinistra, inoltre qualcuno manda alla stazione di polizia un altro messaggio che Hernando legge a Julio, Maite e Alicia oltre che ad Ayala che dice: Non è nella Bibbia che dovete cercare bensì nelle camere, c'è un ordine nel disordine. Alicia capisce che il messaggio si riferisce alle chiavi delle camere da letto del Grand Hotel, notando che sono disposte nel modo sbagliato. Alicia annota la disposizione numerica, e Julio nota che le cifre coincidono con il numero di lettere che c'erano nel primo messaggio, quindi Julio modificando le lettere basandosi proprio sui numeri annotati da Alicia nota che viene fuori un nome: Adrián Vera Celande.
Il marito di Violeta viene al Grand Hotel pretendendo di sapere dove si trova la moglie, non è morto come Violeta aveva affermato. Ángela lo manda via, anche perché ha manifestato subito un atteggiamento veemente e aggressivo. Violeta ammette che aveva mentito, ha abbandonato il marito solo perché era stufa dei suoi abusi, in ogni caso Ángela non può permettersi questi problemi, quindi costringe Violeta a lasciare Cantaloa, dandole comunque dei soldi.
Camila ha deciso di lasciare il Grand Hotel vedendo in Belén un ostacolo insormontabile per lei e Andrés, sta già cercando un altro impiego. Andrés chiede ad Alicia dei soldi, lei quindi gli dà una collana di perle che le aveva regalato Diego alla quale non è molto affeziona. Andrés la vende e il ricavato lo dà a Belén chiedendole di andarsene da Cantaloa,  oltre a ciò le ha trovato un impiego come domestica, lo stipendio è anche più alto di quello che prende al Grand Hotel. Tuttavia Belén decide di rimanere, e offre il lavoro a Camila la quale infatti lascia Cantaloa.
Ayala ricorda di aver letto il nome di Adrián: è un ricercato, aveva ucciso la moglie Marta, le staccò l'anulare proprio come nel caso di Ezequiel. Tutto fa supporre che sia stato Adrián a far mettere quella bomba al Grand Hotel e a far rapire Alicia. Quest'ultima pronuncia il nome di Adrián davanti al marito, e sebbene lui affermi di non conoscere questa persona, è evidente che si era agitato nel sentirlo pronunciare. Diego trova tra i registri degli ospiti il nome di Adrián, ha prenotato una stanza, quindi Diego armato di pistola entra nella camera, scoprendo che lì c'è Ayala, dietro consiglio di Julio voleva mettere alla prova Diego il quale ha solo confermato che lui conosce il fantomatico Adrián. Ayala tenta di convincere Diego a dirgli tutto quello che conosce su Adrián dato che quest'ultimo pare averlo preso di mira, ma Diego non è preoccupato affermando con una frase ambigua che Adrián non sarebbe mai capace di fargli del male.
Durante il galà Grau guarda Sofía allontanarsi, dirigendosi sulla terrazza, poi la raggiunge e la bacia. Il galà non riscuote molto successo, e la somma raccolta è decisamente modesta, Lady suggerisce a Grau un'asta di beneficenza ritenendo che così raccoglierà molti più guadagni. Alfredo ha voluto aiutare il re a evitare che la moglie lo cogliesse in flagrante con l'amante per entrare nelle sue grazie e convincerlo a restituirgli il marchesato. Il sovrano si diverte a prendersi gioco di Alfredo, infatti alla luce del fatto che lo stesso Alfredo ha rinunciato al suo titolo nobiliare, non intende riassegnarglielo, al massimo accetta di concedergli la signoria cittadina di Cantaloa, il grado di nobiltà più basso.
Andrés e Javier durante il galà si ubriacano, quest'ultimo vuole porre fine al proprio matrimonio, quindi ritiene che riabbracciando la sua pessima condotta sarà proprio Laura a lasciarlo. Andrés, fuori di sé dalla rabbia per aver perso Camila, e sempre più insofferente nei riguardi di Belén e della sua arroganza, la trascina via con la forza portandola in un luogo isolato.
Ayala e Hernando fanno vedere a Julio, Maite e Alicia una foto di Marta, e in effetti Alicia la riconosce: si tratta della stessa donna che era accanto a Diego nella foto che i suoi sequestratori le avevano mostrato, ovvero la moglie, questo significa una sola cosa, Diego e Adrián sono la stessa persona. Durante il galà Diego riceve un messaggio che dice Ora ti sono più vicino Adrián, ma dove?. Il mattino seguente Andrés si risveglia nel bosco con il suo vestito sporco di sangue.
- Ascolti Spagna: telespettatori 2 705 000 – share 14,4%[10].
- Ascolti Italia: telespettatori 1 107 000 – share 10,70%[18].

## L'asta
- Titolo originale: La subasta
- Diretto da: David Pinillos
- Scritto da: Moisés Ramos, Mª José Rustarazo & Carlos del Pando

### Trama
Andrés torna al Grand Hotel e, tentando di non farsi vedere da nessuno, raggiunge la camera da letto di Julio spiegandogli che ha paura di aver ucciso Belén, sebbene non ricordi nulla di quello che è accaduto la sera precedente dato che era completamente ubriaco. Mentre Alicia si fa il bagno nota che sullo specchio, grazie al vapore dell'acqua calda, la condensa mette in mostra un messaggio per lei Alle dodici nell'atrio.
Seguendo il consiglio di Lady, il Grand Hotel organizza per Grau un'asta di beneficenza per gli orfani, sono stati donati vari oggetti di valore. Ayala e Hernando fanno convocare l'ispettore che si occupò del caso dell'omicidio di Marta, affermando che si trattava di un delitto passionale, a quanto pare Marta tradiva Adrián e quest'ultimo la uccise per gelosia. Diego ha capito che qualcuno a lui vicino conosce la sua vera identità, chiedendo a Sebastián di procurargli una guardia del corpo.
Alicia va nell'atrio all'ora pattuita solo per scoprire che ci sono anche Maite e Julio, il mandante ha lasciato lo stesso messaggio a tutti e tre. Arriva poi un uomo che consegna una busta ad Alicia contenente un libro l'Otello il segnalibro è su un'illustrazione del protagonista che uccide la moglie, atto cinque scena due, mettendo ben in chiaro che è stato Diego a uccidere Marta.
Andrés, accompagnato da Julio, torna nel luogo dove si era svegliato, ci sono alcuni brandelli della divisa da domestica di Belén e la cuffietta sporca di sangue. Julio si rifiuta di credere che Andrés possa aver ucciso Belén dato che non è mai stato un uomo dall'indole violenta. Andrés trova un abito di Belén nella camera da letto di Ángela, quest'ultima aveva visto il figlio sporco di sangue tornare in albergo e dunque, avendo intuito che aveva fatto del male a Belén, aveva cambiato i turni di lavoro e preso un abito di Belén per coprire la sua sparizione in modo che tutti avrebbero creduto che era uscita per divertirsi.
Laura trova inappropriato che Javier continui a fare il mantenuto, ritenendo opportuno che lui cominci a comportarsi come un adulto, gli trova quindi un lavoro in uno studio legale come praticante, ma lui si rifiuta di farlo, dunque Laura gli chiede di farle da assistente tenendo una lezione di primo soccorso per istruire il personale del Grand Hotel ma arriva a perdere i sensi quando si ferisce alla fronte perdendo sangue.
Alicia da un po' di tempo è sgradevole con Julio, si mette anche a provocarlo, è gelosa avendo notato che Julio e Maite si stanno avvicinando, in realtà non è arrabbiata ma solo triste, si sente in colpa nei confronti di Julio avendo realizzato che lui volendolo potrebbe costruirsi una vita accanto a un'altra donna e invece sta solo sprecando il suo tempo ad aiutare Alicia a liberarsi dal suo infelice matrimonio. Julio le giura che ama solo lei e che non desidera altre donne, ed è pronto a pazientare se questo è l'unico modo per starle vicino.
Maite capisce che la persona che ha mandato il libro vuole che loro si impadroniscano di un oggetto dell'asta, e che l'iniziale dell'Otello insieme all'atto e alla scena (rispettivamente indicati con i numeri 5 e 8) sono un indizio all'oggetto interessato che è quello dell'otto O-52, si tratta di un carillon, un piccolo portagioie in oro. Durante l'asta il portagioie viene comprato per diecimila peseta da una donna che soggiorna nel Grand Hotel, a quanto pare l'oggetto apparteneva alla sua famiglia e ci teneva a riaverlo. Maite scopre che la donna si chiama Sagrario Celande, ha lo stesso cognome di Adrián, ciò vuol dire che sono imparentati e che forse è la madre di Diego. Quest'ultimo va a trovare Sagrario nella camera dove lei alloggia e i due si abbracciano con affetto, infatti è la madre di Adrián, non lo vede da dodici anni, quando Adrián cambiò il nome in Diego per fuggire dalla polizia in seguito all'accusa di omicidio.
Laura propone ad Javier di trasferirsi a Santander così potrà lavorare nella compagnia navale della famiglia Montenegro. Teresa è ben disposta ad accettare la partenza del figlio, ma lui non vuole lasciare Cantaloa promettendo a sua madre che, qualora fosse costretto a trasferirsi a Santander farà in modo che Teresa non abbia il denaro della dote. I guadagni dell'asta si rivelano molto remunerativi, ma Grau intende lasciare Cantaloa, temendo che restando sarà sempre più difficile resistere all'attrazione che prova per Sofía. Quest'ultima non vuole che lui parta, limitandosi a dirgli che basterà semplicemente che entrambi tengano a freno i loro desideri.
La polizia trova il cadavere di Celia sulla spiaggia, la corrente lo ha portato lì, Ayala non ha dubbi sul fatto che è stata Teresa a farla uccidere dato che era l'unica che poteva beneficiare della morte di Celia avendo impedito la vendita del Grand Hotel.
Diego giura a Sagrario che non ha ucciso lui Marta, ma la madre lo schiaffeggia, è evidente che non gli crede oltre ad aver intuito che il figlio si è messo nuovamente nei guai. Diego le spiega che non si è disfatto del suo documento di identità perché solo con esso può reclamare il patrimonio della famiglia Celande, ma dato che conservare quel documento è troppo rischioso per lui, gli propone di sbarazzarsene, mentre lei farà in modo che sia il nome di Diego Murquía ad apparire delle carte testamentali in questo modo potrà comunque reclamare l'eredità di famiglia.
Diego lascia sua madre da sola per poco tempo, ma quando torna da lei la trova morta, qualcuno l'ha uccisa. Diego, con profondo dolore, si vede obbligato a sotterrarla da solo nel bosco. Andrés, benché Julio abbia tentato di fermarlo, rivela ad Ayala di aver ucciso Belén, quindi il detective lo arresta.
- Ascolti Spagna: telespettatori 2 541 000 – share 13,1%[10].
- Ascolti Italia: telespettatori 1 107 000 – share 10,70%[18].

## La variante del dragone
- Titolo originale: La variante del dragón
- Diretto da: Sílvia Quer
- Scritto da: Moisés Ramos, Jorge & Alberto Sánchez Cabezudo

### Trama
Ayala e Hernando riportano Andrés al Grand Hotel, hanno deciso di disporre gli arresti domiciliari anche perché, indipendentemente dalla sua confessione, non è stato ritrovato il corpo di Belén e nessuno ne ha denunciato la scomparsa. Julio, Ángela e Teresa rimproverano aspramente Andrés per quello che ha fatto, è stato troppo impulsivo nel dichiarare la propria colpevolezza, benché non avesse nemmeno la certezza assoluta di aver ucciso la moglie.
Julio trova nell'atrio dell'albergo un taccuino abbandonato e vi legge un messaggio per lui Signor Olmedo se saprete guardare troverete le risposte. Lo mostra a Maite e Alicia, nel taccuino c'è un altro messaggio che dice La bestia non si nasconde in cielo con sopra un disegno: dei punti uniti gli uni agli altri con delle linee. Maite ha capito che in realtà il disegno raffigura una costellazione, quindi consultano un libro di astronomia e scoprono che il disegno si riferisce al Dragone.
Alfredo, non avendo avuto il coraggio di rivelare alla moglie che non gli è stato restituito il marchesato e che gli è stata concessa solo la signoria, avendo anche mentito affermando che il re lo aveva persino nominato duca, ora si trova nella posizione di dover aiutare Grau che intende usare il denaro raccolto all'asta per comprare un terreno e costruirci un nuovo orfanotrofio, e infatti vorrebbe che Alfredo usufruisca del ducato per convincere l'attuale proprietario a cedere il terreno a cui è interessato.
Ayala continua a indagare sulla morte di Celia, parlando con Ángela quest'ultima gli conferma che Mateo gli ha mentito sull'ora in cui aveva lasciato il Grand Hotel, Ayala le chiede di deporre davanti al giudice se sarà necessario.
Julio scopre che un cliente dell'albergo ha reclamato il taccuino, la camera del cliente è prenotata a nome di Rodrigo López de Segura (il famoso scacchista) si tratta chiaramente di un nome falso, Maite capisce che colui che ha lasciato il taccuino vuole mandare un messaggio, dunque Julio, Maite e Alicia entrano nella camera e trovano un pezzo degli scacchi, per l'esattezza un cavallo. Julio trova un biglietto che dice Mettimi sulla scacchiera riferendosi chiaramente al cavallo, ma lì non ce ne sono, ma poi Alicia capisce che si riferisce al bagno della camera, il cui pavimento è a scacchiera. Il problema è che non sanno esattamente dove collocare il pezzo, però Maite ripensa alla costellazione del Dragone memore che negli scacchi esiste una mossa chiama Variante del Dragone e mettono il cavallo sulla casella dove il pezzo si dovrebbe posizionare nella strategia degli scacchi, esattamente su una mattonella che infatti non è ben fissata sul pavimento, dopo averla sollevata trovano un pezzo di carta con sopra un disegno.
Javier ha cambiato idea, ha deciso di trasferirsi a Santander e accettare il lavoro che la famiglia di Laura gli ha offerto, per la felicità della moglie. Ma poi Laura ritorna sui suoi passi preferendo restare accanto al marito a Cantaloa, avendo capito che Javier voleva accettare l'impiego dopo aver saputo dal suo predecessore uscente che in realtà consisteva più che altro nel rappresentare la compagnia tra trasferte lavorative e ricevimenti mondani, infatti Laura ha compreso che Javier vedeva in questa offerta di lavoro la speranza di divertirsi tra viaggi e feste.
A Cantaloa arriva l'ispettore-capo Emilio Bazán che intende prendere le redini sul caso dell'omicidio di Belén. Alicia si mette a litigare con Julio, si sente minacciata dato che lui passa molto tempo con Maite e sebbene Julio si ostini a negarlo, è evidente che in fondo è attratto da lei. Julio trova ingiusta la sua scenata di gelosia, facendole notare che anche per lui è doloroso immaginarla ogni sera mentre dorme con Diego, infatti per Alicia è frustrante l'idea che Julio continui a sacrificarsi per lei quando invece meriterebbe una donna con la quale potrebbe costruirsi un futuro.
Maite sovrappone il disegno della costellazione del Dragone con quello trovato nel bagno, scoprendo che è una mappa, che parte dal Grand Hotel fino al bosco, quindi Julio, Alicia, Maite, Ayala e Hernando vanno nel punto indicato, e trovano il cadavere di Sagrario dissotterrato da Julio e Hernando (quando Diego aveva seppellito la madre non si era accorto che un uomo lo stava guardando da lontano, lo stesso che chiaramente ha mandato gli indovinelli). Trovano un altro biglietto tra le mani del cadavere che dice Solo Adrián Vera ha diritto all'eredità di Adrián Vera adesso hanno capito che Diego conserva ancora un documento che accredita la sua vera identità cosi che possa reclamare l'eredità famigliare, ma che qualcuno vuole impedirglielo, al punto da uccidere Sagrario che così non ha avuto il tempo di modificare il testamento.
Diego fa la conoscenza della guardia del corpo che Sebastián gli ha procurato, e gli affida il suo documento di identità chiedendogli di riporlo nella cassetta di sicurezza della banca. Diego scopre di essere stato ingannato quando Sebastián gli presenta la vera guardia del corpo che ha assunto, la persona di prima per giunta era una donna travestita, che consegna il documento a un uomo.
Alfredo, non trovando il coraggio di ammettere che non gli è stato dato il titolo di duca, decide di impedire l'acquisto del terreno, tentando di rubare il denaro della chiesa con cui Grau voleva comprare il terreno per la costruzione dell'orfanotrofio, ma quest'ultimo riesce a fermarlo. Grau lo costringe a dirgli la verità, e poi cerca di convincerlo a dire tutto a Sofía. Quest'ultima in realtà ha ascoltato tutta la conversazione, non è arrabbiata con Alfredo specialmente perché è sempre stata troppo severa con lui riconoscendo che il marito ha fatto tanto per lei, è pronta perdonarlo, ma a patto che Alfredo le dica la verità. Nonostante tutto Alfredo preferisce continuare a mentirle, ignaro che lei sa già tutto, Sofía delusa dal comportamento del marito, va da Grau e i due fanno l'amore nella chiesa.
Teresa convince Andrés a ritrattare la sua confessione, ha organizzato un appuntamento con un giornalista, ma Bazán lo arresta avendo perquisito la camera da letto di Andrés trovandovi un coltello sporco di sangue, presumibilmente l'arma che è stata usata per uccidere Belén.
- Ascolti Spagna: telespettatori 2 602 000 – share 13,8%[10].
- Ascolti Italia: telespettatori 1 347 000 – share 11,90%[19].

## Il nemico in casa
- Titolo originale: El enemigo en casa
- Diretto da: Sílvia Quer
- Scritto da: Moisés Ramos, Jorge & Alberto Sánchez Cabezudo

### Trama
Andrés viene portato alla stazione di polizia, quindi Maite decide di assumere il suo caso come avvocato difensore. Julio e Alicia vanno nella taverna di Sebastián per chiedere informazioni ad alcune prostitute con cui Belén aveva lavorato: una di loro ammette che aveva tentato di rintracciarla chiedendo a una sua compaesana che però aveva smesso di tenersi in contatto con Belén da tempo, mentre l'altra mostra a Julio una lettera che Belén le aveva dato, dove quest'ultima ammetteva che era sempre più spaventata dal comportamento di Andrés. Maite costringe Bazán a scagionare Andrés in quanto il coltello non può essere ammesso come prova di un omicidio dal momento che non è stato appurato se Belén sia realmente morta in assenza di un cadavere.
Dato che Alfredo si ostina a mentire a Sofía quest'ultima si vede costretta a sbugiardarlo, ammettendo che già sapeva che non gli è stato concesso il titolo di duca. Purtroppo Elisa, dopo aver saputo che Alfredo era diventato duca, è venuta al Grand Hotel per presentargli un araldista, solo per scoprire che in realtà Alfredo non ha mai ricevuto il ducato.
La prostituta che Julio aveva interrogato viene incaricata da Sebastián di recarsi da un cliente che le ha dato appuntamento in un luogo lontano dalla taverna. Il pianista del Grand Hotel si mette a suonare una canzone La Chambre Fermée e Diego nota che lo spartito è l'unico a non essere numerato, qualcuno sta cercando di provocarlo.
Javier incontra Clara, sua vecchia amica, e ora ospite al Grand Hotel, in passato ebbero una breve relazione. Laura si dimostra subito gelosa, affermando che c'è dell'attrazione tra Clara e Javier, sebbene in realtà tra i due c'è solo un'innocente amicizia, oltre al fatto che Clara è sposata. Laura prima la mette in difficoltà proponendole un ménage à trois e poi arriva ad aggredirla quando la sorprende in compagnia di Javier nella loro camera da letto, sebbene non stessero facendo nulla di male. Javier si sta rendendo conto che Laura è una donna problematica, poi la spia mentre si mette a coccolare la sua bambola come se fosse un bambino, capendo adesso che la moglie soffre di un disturbo mentale.
Bazán ha trovato il cadavere di Belén in una collina seppellito sotto alcune rocce, lo mostra ad Andrés e Maite, il volto è irriconoscibile per via della calce viva è stato possibile identificarla solo grazie alla fede nuziale che portava al dito, Andrés è costretto a confermare che è la sua dato che era stato proprio lui a regalargliela, di conseguenza non verrà scarcerato.
Teresa sta passando un brutto momento per via di quello che sta accadendo ad Andrés, di conseguenza Jesús inizia a prestarle più attenzioni cercando di esserle amico, e benché Teresa preferisca tenerlo a distanza, è ovvio che apprezza le sue premure. Jesús mette in guardia Julio, facendogli capire che ormai ha scoperto che lui e Alicia sono amanti, avvertendolo perché questa cosa porterà solo problemi.
Ángela abbraccia Julio quando quest'ultimo le dà una bella notizia, ovvero che il capo d'accusa contro Andrés è caduto: infatti Maite studiando l'esame autoptico aveva notato che il cadavere non presenta segni di parto di conseguenza non può essere il corpo di Belén dato che è risaputo che lei ha avuto persino un parto gemellare. Il bel momento dura poco, il giudice non accetta la prova invalidandola, inoltre fa seppellire il cadavere senza autorizzare la riesumazione, effettivamente fin da subito Bazán aveva messo in guardia Julio affermando che il giudice che si occupa di patrocinare il caso ha sempre avuto antipatia per la famiglia Alarcón.
Ángela va a trovare Andrés nel penitenziario portando con sé Alejandro, avendo immaginato che gli avrebbe fatto piacere vedere il bambino dato che è il figlio di Belén. Andrés promette al piccolo Alejandro che lui avrà una vita felice non avendo alcun dubbio sul fatto che Sofía sarà una bravissima madre. Ayala però trova sospetto che ogni volta che tutti brancolavano nel buio per risolvere il caso della scomparsa di Belén, al contrario Bazán riuscisse sempre a trovare contro Andrés una prova incriminante.
Alicia e Ángela entrano nella camera da letto di Teresa sperando di trovare l'indirizzo della casa del giudice che processerà Andrés dato che è un suo conoscente, ma invece trovano la cartella nella quale Celia custodiva il contratto di vendita del Grand Hotel, adesso hanno la prova che è stata lei a farla uccidere. Alicia rinfaccia a Teresa tutto il suo disprezzo, prova per lei disgusto, non solo perché è stata capace di far uccidere una donna, ma anche perché l'ha forzata a sposare Diego, avendo capito che il motivo per cui voleva il loro matrimonio era dovuto al desiderio di Teresa di controllare la figlia, ritenendo che il modo migliore fosse quello di darla in moglie a un uomo spregevole quanto lei. Quando Alicia le rivela che Diego l'ha picchiata e violentata, dallo sguardo avvilito della madre capisce che lei ne era già al corrente, affermando che non si considera più sua figlia.
Sofía rivela ad Alicia che aveva sempre saputo che lei non ama Diego e che lo tradisce, ma non la giudica (specialmente ora che Sofía ha tradito Alfredo innamorandosi di Grau) convincendo la sorella a combattere per il vero amore, ritenendo che anche una donna merita la felicità. Sofía va da Grau dicendogli che intende scappare da Cantaloa insieme a lui pur sapendo che Grau sarà costretto a lasciare il sacerdozio.
Diego memore che tra gli spartiti, quello che attirò la sua attenzione, si trovava tra il 27° e il 28° capisce che è un riferimento alle camere dell'albergo, e infatti tra le stanze con la stessa numerazione, trova la stanza segreta di Carlos, qualcuno ha messo lì delle lettere per far sì che Diego le trovasse: si tratta delle lettere d'amore che Marta scriveva al suo amante ai tempi in cui tradiva Diego. Quest'ultimo si mette a bere e ubriaco, mentre è con Alicia in camera da letto, appoggia la testa sulle gambe della moglie che con disgusto e con le lacrime agli occhi, si vede costretta a concedersi a lui, specialmente quando Diego le giura che nel caso scopra chi è l'uomo con cui lo tradiva lo ucciderà.
Teresa, nella sala ristorante del Grand Hotel, si ritrova a cenare da sola infatti i suoi figli (in particolare Alicia) non vogliano stare con lei. Capendo ormai di essere completamente sola, sale in soffitta, tentando di togliersi la vita gettandosi dalla finestra, venendo fermata da Jesús che riesce a calmarla e a farla ragionare. I due si mettono a fare l'amore e il mattino dopo Jesús, mentre Teresa continua a dormire, le accarezza dolcemente il viso, è evidente che si è innamorato di lei.
- Ascolti Spagna: telespettatori 2 509 000 – share 13,6%[10]
- Ascolti Italia: telespettatori 1 347 000 – share 11,90%[19].

## Il castigo
- Titolo originale: El escarmiento
- Diretto da: Carlos Sedes
- Scritto da: Mª José Rustarazo, Jorge & Alberto Sánchez Cabezudo

### Trama
Alicia si fa il bagno strofinandosi dappertutto, disgustata dal fatto che si è concessa a Diego. Alicia e Ángela decidono di denunciare Teresa per l'omicidio di Celia, infatti Ángela mostra ad Ayala la cartella che apparteneva alla defunta. Sofía ha intenzione di fuggire da Cantaloa con Grau e Alejandro, le serve del tempo per racimolare il denaro necessario. Javier va in chiesa e sorprende Sofía e Grau mentre si baciano, mettendo la sorella nella posizione di aiutarlo: non dirà a nessuno della loro relazione, ma lui vuole l'annullamento del proprio matrimonio e quindi deve appellarsi all'infermità mentale, dunque Sofía deve aiutarlo a dimostrare che Laura è pazza.
Ángela arriva a un compromesso con Teresa, sa di non essere una persona migliore di lei avendo avuto una relazione con il marito della sua rivale, ma è pronta a far cadere le accuse contro di lei dato che a breve le verrà imputato il capo d'accusa di omicidio per la morte di Celea, ma a patto che Teresa interceda con il governatore per concedere la grazia ad Andrés, inoltre Teresa per garanzia consegna a Ángela una confessione scritta e firmata di suo pugno dove ammette la sua colpevolezza: Ángela sarà disposta a restituirgliela solo quando Andrés verrà rilasciato.
Teresa va nell'alloggio di Jesús, vuole la sua compagnia, però non lo trova. Guardando tra la sua roba vede che Jesús conserva una foto di Marta. Intanto Jesús va da Sebastián chiedendogli di mettere a sua disposizione una prostituta che lavora per lui, la quale somiglia a Marta in una maniera impressionante, dandole un vestito elegante.
Il governatore mette in chiaro con Teresa che adesso la famiglia Alarcón ha perso il suo prestigio, quindi lei non può più avanzare pretese, infatti non concederà ad Andrés la grazia, facendole capire in maniera allusiva che è stato Diego e chiedergli di non aiutarla. Teresa affronta Diego stufa di tutte le umiliazioni che lui le sta infliggendo, Diego per poco non finisce con l'aggredirla quando Teresa lo provoca rinfacciandogli che Alicia non lo amerà mai.
Maite entra nella stanza della pensione dove alloggia Bazán, sperando di trovare qualcosa di compromettente su di lui, ma Bazán la coglie sul fatto. Tenta di aggredirla venendo fermato dall'intervento di Julio, Alicia, Ayala e Hernando. Bazán decide di non sporgere denuncia, non si è accorto però che Maite ha rubato dalla stanza un nastro, Julio lo riconosce, apparteneva alla prostituta che lui aveva interrogato. Ayala confessa a Julio che quella donna (dopo che Sebastián l'aveva mandata dal cliente che lo aveva contattato) è sparita, adesso Ayala ha capito che il corpo trovato da Bazán non era quello di Belén ma proprio quello della prostituta, ciò significa che Bazán l'ha uccisa in modo che tutti credessero che fosse Belén così da incriminare Andrés. Julio però non capisce per quale motivo Bazán si sia spinto fino a questo punto pur di far condannare Andrés per omicidio.
Elisa trova una lettera d'amore che Sofía aveva scritto per Grau (dove comunque Sofía non aveva menzionato il nome del suo amante) comunque ora ha scoperto che la nuora tradisce Alfredo. Jesús porta all'attenzione di Diego il nome di Marta Santos (il nome della defunta moglie di Diego) che a quanto pare ha prenotato una camera al Grand Hotel. Diego, scioccato, va nella camera prenotata e trova un libro di Erasmo, uno di quello che Marta amava leggere, è ovvio che si tratta di una provocazione.
Teresa si vede costretta a mentire a Ángela facendole credere che il governatore ha concesso ad Andrés la grazia, quindi Ángela fa falsa testimonianza in tribunale dichiarando che quella cartella non era di Celia, e infatti Teresa viene prosciolta dalle accuse. Ángela va a trovare Andrés in prigione dove Bazán, con aria compiaciuta, le mette al corrente che è stata convalidata la pena di morte, persino Ayala e Hernando faticano a mantenere la compostezza davanti alla disperazione di Ángela e Andrés.
Quando Ángela torna al Grand Hotel lei e Julio si mettono a piangere trovando ingiusto quello che sta succedendo ad Andrés. Julio, travestendosi da prete, va a trovare Andrés in prigione, cerca di farlo evadere, ma Ayala e Hernando, che chiaramente avevano previsto quello che Julio aveva in mente, impediscono la fuga, infine Julio in uno slancio di rabbia colpisce Ayala con un pugno. Le cose per Julio peggiorano quando Alicia gli confessa di aver giaciuto con Diego, ma solo perché era spaventata dalla reazione del marito nel caso lo avesse respinto, comunque Julio adesso è troppo amareggiato anche solo per reagire. Julio va nella taverna di Sebastián e prende parte a un incontro clandestino, picchiando brutalmente il suo avversario sfogando tutta la sua rabbia, tanto che Sebastián si vede costretto a fermare l'incontro.
Jesús va a trovare Teresa nella sua camera da letto e le porta la cena, quest'ultima lo tratta in maniera aggressiva, è ovvio che prova dei sentimenti per lui ma fatica ad accettarli, arriva anche ad accusarlo di essersi approfittata di lei. Jesús non raccoglie le sue provocazioni, si avvicina a lei con l'intento di baciarla, e Teresa non trova la forza di fermarlo e cede nuovamente alla passione, i due finiscono a letto insieme.
- Ascolti Spagna: telespettatori 2 517 000 – share 13,1%[10].
- Ascolti Italia: telespettatori 1 591 000 – share 13,10%[20].

## L'esecuzione
- Titolo originale: La ejecución
- Diretto da: Carlos Sedes
- Scritto da: Moisés Ramos, Carlos del Pando, Moisés Ramos, Jorge & Alberto Sánchez Cabezudo

### Trama
Julio viene medicato da Alicia e Maite dopo il combattimento che ha sostenuto, ma è ovvio che la presenza di Alicia lo infastidisce, anche ora che Andrés sta per essere giustiziato non la vuole vicino a lui, oltre al fatto che non vuole nemmeno presenziare all'esecuzione del suo amico. Maite lo accusa di essere un insensibile nei riguardi di Alicia, però Julio a sua volta accusa Maite di prendere sempre le parti della sua amica.
Dato che Grau e Sofía sono in confidenza, Elisa mostra al prete la lettera che la nuora ha scritto al suo amante, vuole costringere Grau a rivelarle la sua identità, lei non ha ancora capito che è proprio lui l'uomo con cui Sofía tradisce Alfredo. Grau toglie la lettera di mano a Elisa e la strappa, quest'ultima trova strana la reazione del prete, inoltre ascolta alcune parrocchiane fuori dalla chiesa che spettegolano su Grau accusandolo di avere un'amante: adesso Elisa ha capito che è Grau l'uomo con cui Sofía tradisce il marito.
Diego beve un infuso che però è stato drogato da Jesús, infatti Diego è in uno stato di semi-incoscienza e infine la prostituta pagata da Jesús (che somiglia a Marta) si presenta a Diego fingendosi la moglie, conducendolo della stanza segreta di Carlos, col chiaro e evidente intento di provocarlo e confonderlo. Laura vuole un figlio, e Javier teme che a breve resterà incinta anche perché lui non ha abbastanza forza per resistere ai suoi tentativi di seduzione, quindi Sofía cerca di scoraggiarla dal diventare madre col solo risultato che la fa arrabbiare, effettivamente Sofía dalla reazione aggressiva di Laura inizia a capire che Javier ha ragione e che probabilmente Laura soffre di un disturbo della personalità.
Julio aggredisce una domestica la quale accusa Andrés di essere un assassino, arriva a spintonarla facendola cadere per terra, interviene Jesús che colpisce Julio con un pugno e lo aiuta a calmarsi, convincendolo a restare al fianco di Andrés durante l'esecuzione. Purtroppo arriva in ritardo, le guardie non gli permettono di assistere all'esecuzione di Andrés, alla quale sono presenti Alicia, Maite, Ángela e Ayala, infine il boia lo uccide con la garrota.
Dato che Ángela possiede ancora la lettera dove Teresa confessava la sua colpevolezza sull'omicidio di Celia, la costringe a celebrare la veglia funebre di Andrés al Grand Hotel oltre a seppellirlo accanto al padre Carlos, per poi restituirle la lettera. Alicia e Julio sono sempre più distanti, quest'ultimo tenta una riconciliazione ma per lui è sempre più difficile restarle accanto accusandola di non aver mai tentato realmente di allontanarsi dal giogo di Diego.
Mentre Jesús serve il vino a Teresa quest'ultima senza volerlo si procura un profondo taglio alla mano dopo aver distrutto il calice dal quale voleva bere, quindi Jesús si mette a medicarla cucendo la ferita, avendo imparato a farlo durante il servizio militare. Intanto Elisa e Alfredo vanno in chiesa per scoprire se Grau è veramente l'amante di Sofía, ma finiscono con l'origliare una conversazione tra Grau e una donna che lui ha messo incinta (Sofía infatti non è l'unica donna con la quale aveva intrapreso una relazione segreta).
Mentre Julio rimane da solo con il corpo di Andrés, egli si rivela essere ancora vivo, i due amici si abbracciano, infatti con la complicità di Ángela, Ayala e Hernando ha simulato la sua morte. Julio abbraccia sia Ayala che Hernando riconoscente a entrambi per quello che hanno fatto, infatti Hernando si era sostituito al boia dopo averlo corrotto, in modo da manovrare la manopola della garrota così che non uccidesse Andrés. Ayala sa benissimo che Belén è ancora viva e non ha nessun dubbio sul fatto che a breve farà la sua comparsa.
Elisa porge le sue scuse a Sofía per averla accusata di aver tradito il marito dal momento che non ha trovato prove contro di lei, le rivela inoltre che Grau ha messo incinta una donna. Questa scoperta la fa cadere nello sconforto avendo così capito che Grau è solo un manipolatore, Sofía va in chiesa e lo prende a schiaffi davanti alle sue parrocchiane.
Jesús tende una trappola ad Alicia dandole un biglietto facendole credere che è da parte di Julio, il quale la invita a raggiungerlo nella stanza segreta di Carlos, ma ad attenderla è Diego il quale ha capito che è proprio in quella stanza che Alicia lo ha tradito con il suo amante, accusandola di essere un'adultera al pari del padre Carlos. Alicia gli rivela che è a conoscenza del suo segreto, cioè che il suo vero nome è Adrián e che uccise Marta, la sua prima moglie.
Jesús torna nella sua camera da letto e vi trova Teresa che gli punta contro una pistola, oltre ad aver rovistato tra la sua roba avendovi trovato varie foto di Marta, una del giorno del suo matrimonio con Adrián e un'altra con lei insieme a Jesús, inoltre da quelle foto ha capito che Jesús è in realtà un uomo di alto rango sociale e non un maître, si era insospettita dal modo in cui le aveva medicato la mano, e telefonando all'accademia militare ha trovato conferma che nei loro registri il nome di Jesús non appare. Alla fine Jesús confessa a Teresa che quella di Diego è solo un'identità fittizia e che il vero nome del genero di Teresa è Adrián, il quale cambiò nome dopo aver ucciso Marta. Jesús le rivela di essere in realtà un medico, e che il suo vero nome è Samuel Arriaga, era lui l'uomo con cui Marta tradiva Adrián, è riuscito a rintracciarlo col solo scopo di vendicare Marta. Alicia è misteriosamente scomparsa, Diego per giustificare la sua assenza si inventa una scusa, ovvero che è partita lasciando Cantaloa per un po' di tempo.
- Ascolti Spagna: telespettatori 2 660 000 – share 13,9%[10].
- Ascolti Italia: telespettatori 1 591 000 – share 13,10%[20].

## La salute dei defunti
- Titolo originale: La salud de los difuntos
- Diretto da: Jorge Sánchez Cabezudo
- Scritto da: Moisés Ramos, Carlos del Pando, Moisés Ramos, Jorge & Alberto Sánchez Cabezudo

### Trama
Julio, Maite e Teresa sono convinti che Alicia non sia partita, e che Diego deve averle fatto qualcosa. Maite ha notato che Diego esce di notte assentandosi per poco tempo, deduce quindi che tiene segregata Alicia in un posto lì vicino e che di notte vada a farle visita per tenerla sotto controllo. Diego ha infatti rinchiuso Alicia nella cella che si trova in una grotta nascosta, nella sua follia afferma di amarla più di quanto amasse Marta e continua a illudersi che un giorno indurrà Alicia a ricambiare il suo amore, ma lei si rifiuta di provare per il marito gli stessi sentimenti che nutre per il suo amante, di cui Diego non conosce l'identità. Diego spiega ad Alicia il suo piano: sapendo che Maite ha capito che Alicia è in pericolo, la spingerà a indagare sulla scomparsa dell'amica, lui deduce che Maite conosce l'identità dell'amante di Alicia, e che chiederà il suo aiuto per salvarla, e quando la troveranno Diego tenderà una trappola al suo rivale in amore quando lui uscirà finalmente allo scoperto e lo ucciderà.
Proprio come Ayala aveva dedotto, Belén ritorna al Grand Hotel, non era morta ma aveva semplicemente lasciato Cantaloa dopo aver litigato con Andrés, quando ha letto nei giornali che il marito stava per essere condannato a morte dato che tutti credevano erroneamente che l'aveva uccisa, è voluta tornare a Cantaloa per salvarlo dall'esecuzione e chiarire il malinteso. Belén dà per scontato che Andrés è morto, sentendosi in colpa per non aver fatto in tempo a salvarlo, ma poi tra lo stupore generale Andrés appare davanti a tutti, ancora vivo, lui e Belén sono felici e si abbracciano: in realtà dallo sguardo di Belén è evidente che l'aver scoperto che Andrés è ancora vivo la delude.
Teresa si arrabbia con Ángela per averla tenuta all'oscuro del suo piano per proteggere Andrés, ma Ángela le fa notare che non è nella posizione adatta a giudicarla dato che pure lei le aveva mentito facendole credere che aveva ottenuto per Andrés la grazia. Quest'ultimo propone a Belén di tornare al suo fianco come legittima moglie, vuole dare al loro matrimonio una seconda possibilità, e lei accetta con gioia.
Grau chiede ad Alfredo di assumere Amalia (la donna che Grau ha messo incinta) come domestica al Grand Hotel, anche perché nessuno vuole darle un lavoro dato che ormai tutti sanno che è stato il sacerdote a metterla incinta, ormai è stata ripudiata da tutti. Alfredo pur essendo disgustato da Grau, accetta di dare ad Amalia un lavoro, imponendo però a Grau di lasciare Cantaloa. Mercedes, la madre di Laura, viene a trovarla al Grand Hotel, Javier entra di nascosto nella camera dove alloggia la suocera, e vi trova dei sali di litio, si rivolge a uno psichiatra il quale gli conferma che vengono usati per i disturbi mentali, questa è la conferma che Laura è mentalmente instabile e che la madre le dà dei farmaci per tenere sotto controllo i problemi della figlia.
Bazán è in collera con Ayala per aver aiutato Andrés a inscenare una falsa morte, ma dato che Belén si è rivelata viva, e di conseguenza ora è impossibile condannare Andrés per omicidio, si vede costretto con rassegnazione a far cadere ogni capo d'accusa. Belén depone davanti a Bazán spiegandogli il malinteso, ma Ayala nota che nel racconto della donna ci sono evidenti contraddizione. Ayala e Ángela sanno benissimo che Belén ha volutamente inscenato la sua morte per far condannare a Andrés, con la morte di quest'ultimo Belén si sarebbe rivelata a tutti facendo credere che si trattasse solo di un quiproquo, ma in ogni caso con la morte di Andrés sarebbe stata Belén a ereditare il denaro del marito che appartiene alla famiglia Alarcón, il piano è andato in fumo quando Belén tornando a Cantaloa ha scoperto che è Andrés è ancora vivo.
Sofía, vedendo come Amalia è ancora innamorata di Grau, trova ingiusto che lei ignori quanto il suo amante sia in realtà spregevole e bugiardo, decide dunque di essere onesta con lei, rivelandole che pure Sofía è stata sedotta da Grau. Alla fine Amalia e Sofía vanno a trovare Grau in chiesa, e lì Amalia gli rinfaccia il suo disprezzo, avendo sedotto e ingannato entrambe le donne. Sofía promette a Grau che troverà il modo di spogliarlo del sacerdozio, ignara che Alfredo, che infatti era lì, ha origliato tutta la conversazione: ora ha scoperto che Sofía lo ha tradito con Grau.
Ayala provoca Bazán facendogli capire che ha scoperto il suo segreto, ovvero che lui e Belén erano complici, facendo delle indagini ha scoperto che Bazán in passato venne a Cantaloa per un'indagine e che in quel frangente conobbe Belén. Infatti la sera in cui Andrés aggredì Belén, quest'ultima riuscì a sopraffarlo e gli fece perdere i sensi, si levò la cuffietta e la sporcò con un liquido rosso, così come i vestiti di Andrés in modo che lui credesse che si trattasse di sangue e che aveva ucciso la moglie, poi Belén e Bazán hanno teso una trappola alla prostituta che lavorava per Sebastián per poi ucciderla, così che il suo corpo fosse identificato come quello di Belén mettendole la sua fede al dito e incriminare Andrés per omicidio.
Benché Teresa non sia contenta, decide di esaudire la richiesta di Andrés: egli vuole cedere il suo ruolo di membro del consiglio diretto del Grand Hotel a Ángela che da ora non dovrà più lavorare, e alloggerà in una delle camere migliori dell'albergo. Anche se il piano di Belén non è andato a buon fine, si ritiene comunque soddisfatta, infatti ora lei e Andrés stanno di nuovo insieme, e come moglie di un membro della famiglia Alarcón finalmente è parte integrante dell'alta società.
In ogni caso Belén va a trovare Bazán nella pensione infatti rivuole indietro i soldi che gli aveva dato per far uccidere Andrés dato che non è riuscito nel suo intento. Arriva poi Ayala che fa arrestare Bazán per aver ucciso la prostituta, la prova che lo incrimina è il nastro che apparteneva alla vittima, che Maite aveva trovano nella camera di Bazán, inoltre anche Sebastián è pronto a testimoniare che era stato proprio Bazán a dare appuntamento alla donna uccisa. Bazán per disperazione cerca di far capire ad Ayala che è stata Belén a organizzare il piano, in realtà lui già lo sa ma il problema è che non può dimostrarlo, ma in ogni caso Ayala promette e Belén che troverà il modo di far sì che lei paghi per i suoi crimini, ma Belén è indifferente alle sue minacce affermando che ormai nessuno potrà più sconfiggerla.
Diego fa in modo Maite capisca da sola dove Alicia è imprigionata, infatti la donna comprende che Alicia deve trovarsi in una grotta. Maite spiega a Teresa che Diego tiene prigioniera Alicia in una caverna, e infatti Teresa comprende che si tratta proprio della grotta che si trova sotto il Grand Hotel, in passato veniva usata come rifugio dai contrabbandieri. Julio ha ascoltato la conversazione, l'uomo va a salvare Alicia addentrandosi nella grotta la cui entrata si trova sulla scogliera, venendo raggiunto da Diego che vi è entrato da un passaggio secondario. Julio è caduto nella trappola di Diego che finalmente ha scoperto che è lui l'uomo con cui Alicia lo tradisce.
- Ascolti Spagna: telespettatori 2 513 000 – share 13,6%[10].
- Ascolti Italia: telespettatori 1 541 000 – share 13,60%[21].

## Rivincita
- Titolo originale: Revancha
- Diretto da: Jorge Sánchez Cabezudo
- Scritto da: Carlos del Pando, Mª José Rustarazo & Moisés Ramos

### Trama
Diego spara a Julio, poi apre la cella e cerca di portare via Alicia dalla grotta, ma Julio con le poche forze che gli restano, aggredisce Diego disarmandolo, a quel punto Alicia impugna la pistola e la punta contro Diego costringendolo a chiudersi nella cella dove poco prima Alicia era imprigionata e la chiude a chiave. Alicia, con l'aiuto di Maite e Teresa, porta Julio al Grand Hotel, adesso Teresa ha scoperto che è Julio l'amante della figlia, comunque lo nascondono nella camera da letto di Alicia e lo fanno visitare da un medico che gli estrae il proiettile. Jesús però non ritiene che sia stata una buona idea, infatti la ferita non era grave, ma adesso che il proiettile è stato estratto c'è il rischio che Julio possa morire per un'emorragia interna.
Alicia chiede a Maite di redigere in contratto di annullamento matrimoniale, obbligherà Diego a firmarlo e in cambio lo farà uscire dalla cella. Maite non è d'accordo nel ricorrere a un metodo così spregevole quanto illegale, ritenendo che la cosa migliore sarebbe chiedere ad Ayala di arrestare Diego per il tentato omicidio di Julio, ma Alicia non la ritiene la mossa migliore, dando per scontato che nemmeno una denuncia per tentato omicidio riuscirebbe a fermare Diego, adesso Alicia non ha più intenzione di mostrare pietà contro il marito, si sente responsabile di quello che è accaduto dato che Julio ha rischiato di morire per salvarla, libererà Diego solo quando avrà firmato il contratto di annullamento, in modo che lei e Julio possano lasciare Cantaloa insieme.
Mercedes pur di evitare che Javier possa lasciare la figlia, cerca di scendere a patti con Teresa, la quale alla luce dei problemi di salute mentale di Laura sembra volere l'annullamento del matrimonio (così come Javier) in modo che il figlio possa trovare un'altra moglie. Mercedes è pronta a riconsiderare la sua posizione sulla dote e a versarla con una tantum a patto che Javier rimanga al fianco di Laura, anche perché Mercedes è convinta che a dispetto di tutto Javier ama sinceramente Laura.
Jesús riceve la visita di sua sorella, il loro piano per vendicare Marta è stato un fallimento: ciò che volevano era spingere Diego a uccidere Alicia così lo avrebbero denunciato per omicidio facendolo arrestare. Alicia ringrazia Teresa per averla aiutata a salvare Julio, effettivamente Teresa sembra tenere all'incolumità di Julio avendo capito che sua figlia lo ama, ma in ogni caso Alicia tiene a precisare che non perdona sua madre per tutti gli errori che ha commesso e infatti è ancora sua intenzione lasciare Cantaloa insieme a Julio.
Andrés compra per Ángela dei vestiti molto eleganti, per sua madre non è ancora facile accettare l'idea di non essere più una lavoratrice, ma inizia ad abituarsi, Belén però non accetta che il marito abbia ceduto ad Ángela il titolo di membro del consiglio direttivo del Grand Hotel, ormai Andrés a stento riesce a sopportarla dato che Belén è una persona arcigna e possessiva. Andrés inizia ad avvicinarsi a Maite, ha capito che lei prova dei sentimenti per Julio, però non ritiene che in realtà sia innamorata di lui dato che in fondo Maite non lo considera la persona più importante della sua vita. Maite cerca di far capire ad Andrés che Belén non è la donna giusta per lui.
Alfredo confessa a Sofía che ha scoperto le sue infedeltà e che lo tradiva con Grau, imponendole di lasciare il Grand Hotel. Sofía non muove obiezioni anche perché aveva già deciso di andarsene, facendo notare al marito che il vero problema è che da anni nel loro matrimonio manca la passione. Alicia va nella grotta e mostra a Diego il contratto di annullamento del matrimonio, però Diego anche solo per ostinazione vuole continuare a essere suo marito, però Alicia non è disposta a liberarlo finché non avrà firmato il documento.
Alfredo si ubriaca e bacia Sofía e i due finiscono a letto insieme. Intanto Javier si sta rendendo conto che Laura, quando prende le sue medicine, diventa gentile e moderata, infatti Mercedes, cerca di fargli capire che i disturbi della personalità di Laura, quando vengono curati, non rappresentano necessariamente un problema.
Alicia si spoglia davanti a Julio e i due fanno l'amore, poi si mettono a mangiare insieme ma Julio inizia a sentirsi male. Teresa lo stringe tra le sue braccia per aiutarlo a calmarsi, ha capito che Jesús aveva ragione, sta morendo per emorragia interna. Alicia va a chiamare Jesús nella sua camera da letto, e per un momento vede la sorella di Jesús (la riconosce dato che è la stessa donna che l'aveva sequestrata) comunque chiede al maître di salvare Julio. Teresa fa sgombrare la cucina, e lì Jesús opera Julio aiutato da Alicia, Maite e Teresa, salvandogli la vita.
Alicia spiega a Maite che è stata la sorella di Jesús a sequestrarla, di conseguenza ciò può voler dire che l'esplosione al Grand Hotel e anche il sequestro di Alicia erano stati fin dal principio orchestrati proprio da Jesús. Quest'ultimo intanto ruba un vestito di Alicia e lo dà alla sorella: lei dovrà indossarlo e quando entrerà nella grotta dove Diego è imprigionato, gli sparerà, ma dovrà mantenere un po' di distanza, in modo che Diego per via del vestito la confonda per Alicia, dovrà solo ferirlo e non ucciderlo, ritenendo che il modo migliore per punirlo sia quello di fargli credere che Alicia voglia ucciderlo e metterlo nella posizione di far arrestare la moglie.
Diego intanto, ancora prigioniero, per via della sete si mette a bere l'acqua che sgorga tra le pietre, riceve poi la visita di Teresa che gli fa un'offerta: ciò che vuole è che Julio e Alicia possano stare insieme, quindi Diego dovrà firmare il contratto di annullamento, e ora che dispone del denaro della famiglia Montenegro può comprare il Grand Hotel, Diego deve solo cederle l'albergo e il denaro sarà suo, e in questo modo potrà lasciare Cantaloa e ricominciare una nuova vita.
Teresa confessa a Jesús il suo amore per lui, tra l'altro ammette che il fatto che Julio sia un umile domestico la lascia indifferente, ciò che vuole è che lui renda felice Alicia. Alfredo vuole ancora la separazione dalla moglie mentre Alejandro resterà con lui, la notte che hanno trascorso insieme è stata per Alfredo solo un momento di debolezza, Sofía dunque si appresta a partire, ma poi inaspettatamente Alfredo la supplica di restare al suo fianco, nonostante gli errori che hanno commesso non può vivere senza di lei, e i due si riconciliano.
Laura riceve la visita di uno psichiatra a cui Javier si era rivolto per accertarsi dello stato di salute mentale della moglie (come ultimo tentativo di ottenere l'annullamento matrimoniale) sebbene Javier avesse deciso di cambiare idea. Laura sentendosi tradita decide di lasciarlo, e Marcedes la porta via dal Grand Hotel. Ángela confessa ad Andrés che lei e Ayala hanno motivo di credere che Belén in realtà è stata complice di Bazán e che il loro piano era quello di farlo condannare a morte in modo che Belén come vedova avrebbe riscosso l'eredità di Andrés.
Jesús fa una telefonata anonima ad Ayala, il quale ha capito che è stato lui a mandare tutti quegli indovinelli, rivelandogli l'esatta posizione in cui Diego è tenuto prigioniero. Intanto Diego per qualche strano motivo inizia a sentirsi male, arriva anche a vomitare, dal modo in cui guarda il contratto di annullamento del matrimonio sembra tentato di firmarlo, ma poi la sorella di Jesús indossando l'abito di Alicia lo libera, Diego la confonde per la moglie e lei gli spara alla gamba per poi scappare. In quel momento arriva Alicia, e poi sopraggiungono Ayala e Hernando che arrestano la ragazza, accusata da Diego di avergli sparato.
- Ascolti Spagna: telespettatori 2 569 000 – share 13,7%[10].
- Ascolti Italia: telespettatori 1 541 000 – share 13,60%[21].

## Il sacrificio
- Titolo originale: El sacrificio
- Diretto da: Sílvia Quer
- Scritto da: Carlos del Pando, Mª José Rustarazo & Moisés Ramos

### Trama
A Diego viene medicata la gamba, ormai ha perso la ragione, vuole solo trovare Julio, arrivando a picchiare un cameriere e a promettere una ricompensa in denaro a chi riuscirà a stanarlo. Belén ha capito che Diego dà la caccia a Julio per via di Alica, aveva sempre saputo che loro due sono amanti. Julio è ancora al Grand Hotel, infatti Teresa, Jesús, Andrés e Maite lo tengono ben nascosto, Diego però trova tracce di sangue sul suo letto, ha capito che Julio ha dormito lì.
Natalia, una delle domestiche, giura di aver visto Alicia alla stazione ferroviaria, questo però è impossibile dal momento che Alicia è nella cella della stazione di polizia, Maite ha capito che si tratta in realtà della donna che ha sparato a Diego, infatti Natalia l'ha scambiata per Alicia solo per via del vestito che indossava, aveva lo stesso merletto di quello di Alicia dato che è stata proprio Natalia a cucircelo.
Andrés trova sospetto che Belén, quando aveva scoperto che il marito rischiava di essere condannato a morte per omicidio, non avesse tentato di impedirlo con una telefonata. Andrés ne discute con Ayala il quale purtroppo non può provare la colpevolezza di Belén limitandosi a mettere in guardia Andrés, quest'ultimo però pare avere in mente un piano.
Adesso che Laura e Javier sono separati, quest'ultimo decide di ritornare al suo precedente stile di vita, ma le cose non vanno come lui sperava: prima tenta di sedurre una prostituta e poi un'infermiera, ma non ci riesce, sente troppo la mancanza della moglie.
Lady invita Ángela a trascorrere un po' di tempo insieme a lei, Alfredo e Sofía, ma si sente a disagio, non sopportando il disprezzo con cui Sofía tratta i domestici. Alfredo, pur dispiaciuto sapendo quanto per Ángela sia difficile accettare la disuguaglianza tra i diversi ceti sociali, ritiene comunque che i domestici al Grand Hotel vengono trattati con i dovuti riguardi. Ángela decide di fargli vedere come stanno realmente le cose, per cominciare gli mostra il cibo tutt'altro che gradevole che i camerieri e le domestiche mangiano, altre volte si limitano ad accontentarsi agli avanzi che gli ospiti nella sala ristorante evitano di mangiare, oltre ai materassi delle camere da letto dei loro dormitori, decisamente scomodi.
Belén e Andrés leggono una notizia sul giornale: Bazán è evaso di prigione. Belén intercetta una lettera che Bazán aveva tentato di spedire ad Andrés chiedendogli di incontrarlo sulla scogliera, vuole fuggire dalla Spagna e chiede ad Andrés tremila peseta e in cambio gli confesserà tutti i dettagli del piano che Belén aveva orchestrato per farlo condannare per omicidio in modo che lei avrebbe riscosso l'eredità.
Benché all'inizio Alfredo intendesse investire più denaro per aiutare i domestici, viene convinto da Sofía a tornare sui suoi passi. Mentre Alfredo è nella sala ristorante, nota che le porzioni di cibo per gli ospiti sono diminuite, è stata un'idea di Ángela che infatti ha risparmiato sui costi, in questo modo il denaro risparmiato lo ha usato per comprare cibo migliore per i domestici, tra l'altro pare che gli ospiti non si lamentino di nulla, effettivamente questo è dovuto al fatto che generalmente gli vengono offerte porzioni di cibo in quantità superiori a quanto in realtà ne mangiano.
Julio sorprende Jesús mentre bacia Teresa scoprendo che è il suo amante. Julio spiega a Teresa che Jesús non ha fatto che manipolarli, la donna che si è spacciata per Alicia sparando a Diego era complice di Jesús. Teresa cerca il vestito con il merletto di Alicia nel guardaroba della figlia ma non lo trova, questa è la prova che è stata incastrata. Diego si prepara a deporre davanti al giudice al fine di condannare Alicia per tentato omicidio, Julio tenta di impedirglielo ma Jesús lo tramortisce facendogli perdere i sensi. Diego però inizia a sentirsi male, sviene venendo portato nella sua camera da letto, anche una cameriera inizia a sentirsi debole, e Ángela solo guardandola sembra aver capito che si tratta di colera, anche il medico che visita Diego fa la stessa diagnosi. È stato Diego che inconsapevolmente ha fatto diffondere la malattia dopo averla contratta, probabilmente dopo aver bevuto l'acqua della grotta.
Diego in ogni caso va comunque a deporre davanti al giudice accusando Alicia di aver tentato di ucciderlo. Julio e Teresa vanno da Ayala spiegandogli che Jesús è in realtà Samuel Arriaga, l'uomo con cui Marta tradiva Diego, e che Alicia non ha tentato di uccidere il marito che invece è stata solo un'inconsapevole pedina del piano di Jesús. Quest'ultimo si prepara a uccidere Diego, venendo fermato da Teresa che lo accusa di essersi approfittato dei sentimenti che prova per lui solo al fine di manipolarla, sentendo di non poter nemmeno competere con il ricordo di Marta. Jesús le giura che ciò che prova per lei è sincero, Teresa ha risvegliato in lui l'amore, tanto che era tentato persino di accantonare la vendetta, ma non può lasciare che Diego resti impunito per ciò che ha fatto a Marta. Teresa lo convince a scappare prima che la polizia arrivi e lo arresti, infine Jesús bacia appassionatamente Teresa per poi fuggire.
- Ascolti Spagna: telespettatori 2 705 000 – share 13,7%[10].
- Ascolti Italia: telespettatori 1 601 000 – share 15,50%[22].

## Colera
- Titolo originale: Cólera
- Diretto da: Sílvia Quer
- Scritto da: Carlos del Pando, Mª José Rustarazo & Moisés Ramos

### Trama
Alicia è stata scagionata e quindi ritorna al Grand Hotel, venendo accolta da Andrés, Maite, Sofía, Alfredo e Javier, ma poi la ragazza corre da Julio baciandolo davanti a tutti rendendo ufficiale la loro relazione, tra lo stupore dei presenti, tranne che per Teresa, Andrés, Maite e Javier che li guardano sorridendo. Diego li osserva dalla finestra della sua camera da letto, con aria amareggiata. Alicia ringrazia Teresa per averla salvata dalla galera, sapendo quanto lei amasse Jesús ha capito quanto le sia costato voltargli le spalle.
Belén incontra Bazán nel luogo stabilito, intimandogli di non dire nulla ad Andrés del loro piano, la donna commette lo sbaglio di vantarsi di quanto per lei sia facile manipolare Andrés per via dell'ingenuità del marito, solo per scoprire che Andrés, Ayala e Hernando erano lì appostati: Bazán è riuscito a incastrare Belén attenendosi al piano architettato da Andrés, fingendo di evadere dal carcere, estorcendo così a Belén la confessione, adesso Ayala può arrestarla. Belén cerca di abbindolare Andrés per l'ultima volta giurandogli di amarlo, ma lui ha capito ormai che Belén non è capace di provare affetto per nessuno, infine la donna, non volendo finire in carcere, decide di togliersi la vita gettandosi dalla scogliera. Benché Andrés non voleva la sua morte, è indifferente a quanto successo, ormai non amava più sua moglie.
Il medico non lascia scampo a Diego: il colera che ha contratto è in uno stadio troppo avanzato, gli rimangono pochi giorni di vita. Alicia raggiunge Diego nella sua camera da letto, lui ammette di aver sbagliato, non è stato capace di amarla nel modo giusto, ma la supplica di restargli accanto nei suoi ultimi giorni di vita, promettendole che restituirà a Teresa il Grand Hotel, ma Alicia si rifiuta di accontentarlo, accusandolo di averla solo trasformata in una donna infelice, ciò che desidera è lasciare Cantaloa con Julio.
Javier aspetta con impazienza il ritorno di Laura, appena uscita dalla clinica nella quale la madre l'ha temporaneamente internata, ma Laura è venuta solo per firmare il contratto di annullamento matrimoniale. Ángela tenta di convincere Teresa a mettere il Grand Hotel in quarantena perché il colera si diffonderà, lei stessa da ragazzina ha contratto la malattia, e conosce bene i rischi. Teresa si rifiuta di farlo, ma quando Alfredo scopre che altri camerieri si stanno ammalando, impone tutte le restrizioni che Ángela gli ha suggerito: lavare gli utensili da cucina con l'acqua calda, bruciare gli abiti degli ammalati i quali dovranno restare chiusi nelle loro camere da letto, inoltre tutti coloro che ora si trovano al Grand Hotel dovranno rimanervi finché l'emergenza non sarà finita, quindi anche Laura, Ayala e Hernando (che infatti si trovavano al Grand Hotel) saranno bloccati lì.
La mente di Diego lo riporta agli eventi che lo spinsero a uccidere Marta: il giorno del loro anniversario di matrimonio Marta gli regalò un'orchidea nera, Diego scoprì che l'unica persona in zona a possedere questo esemplare era Samuel Arriaga (che non aveva mai conosciuto di persona) capì dunque che Marta si era fatta procurare la pianta da lui e che erano amanti, nel vivaio decise di ucciderla pugnalandola con la cesoia e sempre con essa le staccò un dito per poi dare fuoco al vivaio con lei dentro.
Il Grand Hotel fa convocare un medico per trattare il caso di colera, Jesús lo porta lì fingendosi un autista, e poi indisturbato rapisce Diego. Laura dà assistenza come infermiera per gli ammalati, ma Javier decide di bere da un bicchiere usato da una paziente ammalata di colera rischiando di farsi contagiare, al solo scopo di far capire a Laura che è pronto a tutto per lei. Intanto Julio e Andrés fanno ad Alicia e Maite una sorpresa: una cena per quattro. Maite e Andrés si mettono a ballare e i due si baciano, generando un po' di imbarazzo. Sofía ha paura che Alejandro possa ammalarsi di colera e dunque convince Alfredo a lasciare Cantaloa con loro, anche perché è convinta che restando lì non riusciranno mai a salvare il loro matrimonio. Alfredo lascia il Grand Hotel insieme a Sofía e Alejandro, nominando Ángela sua sostituta e nuova direttrice del Grand Hotel ritenendo che lei sia la persona migliore che potrebbe rivestire questa carica.
Jesús porta Diego su una spiaggia confessandogli che lui e Marta progettavano di scappare insieme, Diego gli punta contro la pistola e spara, ma è troppo debole a causa della malattia tanto che non riesce nemmeno a prendere la mira, infine Jesús armato di pistola spara a Diego e lo uccide.
Teresa fatica ad accettare che ora Ángela sia la direttrice del Grand Hotel, costretta a sopportare la cosa con rassegnazione, poi trova una lettera di Jesús per lei dove le confessa il suo amore, Teresa è commossa nel leggere quelle bellissime parole, per ora Jesús è costretto ad allontanarsi ma ciò che vuole è diventare un giorno un uomo degno dell'amore di Teresa promettendole che si rivedranno "se non in questo mondo nell'altro" inoltre le consegna il documento di identità di Diego.
Alicia e Julio si preparano a lasciare il Grand Hotel, ma prima di andarsene Julio saluta Ángela baciandole la mano in segno di affetto. Teresa augura ad Alicia di essere felice, finalmente la ragazza si riconcilia con la madre. Alicia perde i sensi e viene visitata da un medico, ma quando si riprende lascia il Grand Hotel insieme a Julio, senza nemmeno dare al dottore il tempo di rivelarle che aspetta un bambino (chiaramente il padre è Julio).
Gli anni passano e tutti vanno avanti con le loro vite: Diego è stato seppellito con il suo vero nome quello di Adrián Vera Celande e un uomo che non viene inquadrato (probabilmente Jesús) lascia sulla sua tomba un'orchidea nera; Teresa è ancora alla guida del Grand Hotel con successo; Ayala prosegue con la sua carriera di ufficiale del corpo di vigilanza pluridecorato; Alfredo è diventato il sindaco di Santander; Javier e Laura hanno avuto quattro figli; Maite e Andrés sono convolati a nozze; Alicia ha avuto un bambino con il quale, insieme al suo amato Julio, ha finalmente costruito una famiglia felice.
- Ascolti Spagna: telespettatori 2 625 000 – share 14,9%[10].
- Ascolti Italia: telespettatori 1 601 000 – share 15,50%[22].

## La última noche en Gran Hotel
- Titolo originale: La última noche en Gran Hotel

### Trama
È uno speciale dietro le quinte con gli attori che ripercorrono tutti i momenti salienti delle tre stagioni della serie.
- Ascolti Spagna: telespettatori 900 000 – share 11,4%[2].